# 조지 워싱턴 행정부
조지 워싱턴이 미국 대통령으로서의 재임 기간은 1789년 4월 30일 자신의 첫 취임과 함께 시작돼 1797년 3월 4일에 종료됐다. 워싱턴은 미국 최초의 4년 임기 대통령 선거인 1788–1789년 대통령 선거에서 미국 선거인단에 의해 만장일치로 선출된 후 취임했다. 워싱턴은 1792년에 만장일치로 재선됐고 두 번째 임기를 마친 후 은퇴를 선택했다. 그의 뒤를 이어 자신의 부통령인 연방당의 존 애덤스가 취임했다.
미국 독립 전쟁 중 대륙육군의 최고사령관으로서, 그리고 1787년 제헌회의의 의장으로서 활동하며 새로운 국가의 미국 건국의 아버지들 사이에서 탁월함을 확립한 워싱턴은 비록 공직에서 은퇴하기를 원했지만 새로운 미국의 헌법 하에서 미국의 첫 대통령이 될 것으로 널리 예상됐다. 첫 취임 연설에서 워싱턴은 대통령직을 수락하는 것에 대한 자신의 망설임과 민정 행정 업무에 대한 미숙함을 동시에 표명했지만 워싱턴은 유능한 지도자로 판명됐다.
워싱턴은 새로운 연방 정부의 설립을 주재하며 행정부와 사법부의 모든 고위직을 임명하고 수많은 정치적 관행을 형성했으며, 미국의 영구 수도 위치를 확립했다. 연방 정부가 주 정부의 부채를 인수하고 미국 제1은행, 미국 조폐국, 미국 관세청을 설립하는 알렉산더 해밀턴의 경제 정책을 지지했다. 의회는 정부 자금을 조달하고, 관세의 경우 영국과의 무역 불균형을 해결하기 위해 1789년 관세법, 1790년 관세법, 위스키에 대한 물품세를 통과시켰다. 워싱턴은 행정부의 과세 정책에 반대하여 일어난 위스키 반란을 진압하기 위해 연방군 병력을 직접 이끌었다. 그는 북서 인디언 전쟁을 지휘하여 미국이 북서부 영토에 있는 원주민 부족들에 대한 통제권을 확립했다. 외교에서는 1793년 중립 선언을 통해 프랑스 혁명 전쟁의 격렬함에도 불구하고 국내 평온을 확보하고 유럽 강대국들과 평화를 유지했다. 워싱턴은 또한 1794년 영국과의 제이 조약과 1795년 스페인과의 산 로렌조 조약이라는 두 가지 중요한 양자 조약을 확보했는데 이들 조약은 모두 무역을 촉진하고 프런티어에 대한 통제권을 확보하는 데 도움이 됐다. 바르바리 해적 및 기타 위협으로부터 미국 선박을 보호하기 위해 1794년 해군법으로 미국 해군을 재건했다.
정부 내에서 커져가는 당파주의와 정치적 정당이 국가의 취약한 단결에 미칠 수 있는 해로운 영향에 대해 크게 우려했던 워싱턴은 8년 간의 대통령 재임 기간 내내 라이벌인 파벌들을 함께 묶어두기 위해 노력했다. 워싱턴은 공식적으로 어떤 정당에도 소속되지 않은 유일한 미국 대통령이었다. 자신의 노력에도 불구하고 해밀턴의 경제 정책, 프랑스 혁명, 제이 조약에 대한 논쟁은 이념적 분열을 심화시켰다. 해밀턴을 지지하는 사람들은 연방당을 결성했고 그의 반대자들은 토머스 제퍼슨 국무장관을 중심으로 모여 민주공화당을 결성했다. 해밀턴과 자신을 동일시하여 피하려고 했던 당파주의를 조장했다는 비판을 받으면서도 워싱턴은 학자들과 정치사학자들에게 미국 역사상 가장 위대한 대통령 중 한 명으로 여겨지며 보통 에이브러햄 링컨과 프랭클린 D. 루스벨트와 함께 상위 3위 안에 든다.

## 1788–1789년 선거
1787년 필라델피아 제헌회의 후, 지쳐있던 워싱턴은 버지니아의 그의 저택 마운트 버넌으로 돌아갔다. 은퇴를 재개하고 다른 사람들이 새로운 정부 체제로 국가를 통치하도록 할 작정인 듯 보였다. 그러나 대다수의 미국 대중은 워싱턴이 국가의 첫 대통령이 되기를 원했다. 미국 최초의 대통령 선거 운동은 본질적으로 오늘날 풀뿌리 운동이라고 불릴 만한 것이었으며, 워싱턴이 직책을 수락하도록 설득하는 것이었다. 국민들, 옛 전우들, 대서양 건너편에서 마운트 버넌으로 편지가 쇄도하여 그에게 대중의 정서를 알리고 수락을 간청했다. 구베르뇌르 모리스는 워싱턴에게 수락을 촉구하며 다음과 같이 썼다.
이제 함께 묶일 13마리의 말 중에는 모든 인종과 성격이 있습니다. 그들은 당신의 목소리에 귀를 기울이고 당신의 통제에 복종할 것입니다. 그러므로 당신은 이 자리에 올라야만 합니다.
알렉산더 해밀턴은 워싱턴이 대통령직을 수락하도록 하는 데 가장 헌신적인 인물 중 한 명이었는데 그는 자신이 행정부에서 강력한 직책을 맡게 될 것이라고 예상했기 때문이다. 장바티스트 도나티앵 드 비뫼르, 로샹보 백작은 워싱턴에게 수락을 촉구했고 라파예트 후작도 "처음 몇 년 동안 대통령직 수락을 거부하지 말라"고 워싱턴에게 간청했다. 워싱턴은 "야망과 명성을 더 강렬하게 갈망하거나, 더 많은 세월을 즐길 수 있는 사람들이 그 길을 따르도록 하라"고 답했다. 1788년 10월 편지에서 워싱턴은 선거에 대한 자신의 감정을 더 자세히 설명하며 다음과 같이 진술했다.
나는 선거인들이 다른 사람에게 투표함으로써 받아들이거나 거부해야 하는 무서운 딜레마에서 나를 구해준다면 진심으로 기뻐할 것이다... 만약 그것이 불가능하다면, 나는 다음으로 진실을 찾아내고, 나의 도움 없이도 정부가 행복하고 효과적으로 실행될 가능성이 없는지 알고자 간절히 바란다.
부통령직에 대한 선택은 덜 확실했는데 헌법에는 그 직책에 대한 명확한 직무 기술이 거의 없었다. 부통령의 유일한 공식 역할은 미국 상원 의장으로서 행정부와 관련이 없는 직무였다. 헌법은 대통령 선거에서 차점자, 즉 두 번째로 많은 선거인단 투표를 받은 사람에게 그 직책을 부여하도록 규정했다. 버지니아 출신인 워싱턴(후보들에 대해 중립을 유지했다)은 지역 갈등을 완화하기 위해 매사추세츠주에서 부통령이 선출될 것이라고 가정했다. 1788년 8월 편지에서 토머스 제퍼슨은 존 애덤스, 존 핸콕, 존 제이, 제임스 매디슨, 존 러틀리지를 부통령 후보로 고려했다고 썼다. 1789년 1월, 애덤스가 부통령직을 차지할 것이라는 소식을 듣자 워싱턴은 헨리 녹스에게 편지를 써서 "두 번째 직책을 채우는 arrangement에 전적으로 만족한다"고 말했다.
각 주의 대통령 선거인단은 1789년 2월 4일에 주도에 모여 대통령에게 투표했다. 선거는 미국 수정 헌법 제12조의 비준 이전에 치러졌기 때문에 각 선거인단은 대통령에게 두 표를 던졌지만 같은 사람에게 두 표를 모두 던질 수는 없었다. 헌법 조항에 따라 가장 많은 선거인단 투표를 얻은 사람이 대통령이 되고, 두 번째로 많은 선거인단 투표를 얻은 사람이 부통령이 됐다. 각 주의 투표는 봉인되어 개표를 위해 의회에 전달됐다.
투표가 개표되기 전에 워싱턴은 봉사할 의사를 표명하고 임시 수도인 뉴욕시로 마운트 버넌을 떠날 준비를 하고 있었다. 1789년 4월 6일, 합동 회의를 개최한 하원과 상원은 선거인단 투표를 개표하고 워싱턴이 69표의 선거인단 투표로 미국 대통령에 당선되었음을 확인했다. 또한 34표의 선거인단 투표를 얻은 애덤스가 부통령에 당선되었음을 확인했다. 나머지 35표의 선거인단 투표는 분산되었다. 4월 14일 당선 소식을 들은 워싱턴은 에드워드 러틀리지에게 보낸 편지에서 대통령직을 수락함으로써 "이 세상에서의 사적인 행복에 대한 모든 기대"를 포기했다고 썼다.

## 첫 대통령 및 부통령 임기 시작

워싱턴의 첫 취임식(1789년 4월 30일, 뉴욕 페더럴 홀)

연합회의는 1789년 3월 4일을 새로운 헌법 하에서 새로운 연방 정부의 운영 시작일로 정했다. 18세기 미국에서 장거리 여행의 엄청난 어려움 때문에 의회는 4월까지 정족수를 채울 수 없었다. 하원은 마침내 4월 1일에 정족수를 채웠고 상원은 4월 6일에 정족수를 채웠는데 이때 선거인단 투표가 개표됐다. 워싱턴과 애덤스는 당선이 확정되었다.
애덤스는 4월 20일 뉴욕에 도착했고 다음날 부통령으로 취임했다. 뉴욕시로 가는 길에 워싱턴은 알렉산드리아; 조지타운 (메릴랜드주); 볼티모어; 필라델피아; 트렌턴을 포함한 거의 모든 도시에서 환영을 받았다. 그는 4월 23일 뉴욕시에 도착했고, 뉴욕주지사인 조지 클린턴과 많은 국회의원, 시민들의 환영을 받았다. 워싱턴은 1789년 4월 30일, 당시 국가 수도였던 뉴욕의 페더럴 홀에서 미국 최초의 대통령으로 취임했다. 연방 법원 판사들이 아직 임명되지 않았기 때문에 대통령 취임 선서는 뉴욕주에서 가장 높은 사법관인 로버트 리빙스턴 대법관에 의해 집행되었다. 워싱턴은 거리에 모인 군중 때문에 건물 2층 발코니에서 선서를 했다. 의식에 사용된 성경은 성 요한 로지 제1호 고대 요크 프리메이슨 단체의 것이었으며, 창세기 49장 13절("즈불룬은 바닷가에 살리니 그 곳은 배 매는 항구가 될 것이요 그의 경계는 시돈까지 미치리로다.")에 무작위로 펼쳐져 있었다. 그 후 리빙스턴은 "조지 워싱턴 미국 대통령 만세!"라고 외쳤다. 역사가 존 리처드 올든은 워싱턴이 헌법이 정한 선서에 "하느님께서 나를 도우소서"라는 말을 추가했다고 지적했다.
그의 취임 연설(전체 텍스트)에서 워싱턴은 대통령직을 수락하는 것에 대한 그의 망설임을 다시 언급했다.

## 1792년 선거
1792년 대통령 선거가 다가오자 워싱턴은 강력하고 안정적인 연방 정부를 수립하는 데 행정부가 이룬 진전에 만족하여 재선에 도전하기보다는 은퇴하기를 희망했다. 워싱턴은 노환, 질병, 내각을 괴롭히는 내분, 그리고 당파적 언론의 증가하는 적대감에 대해 불평했다. 그의 내각 구성원들, 특히 제퍼슨과 해밀턴은 여름과 가을 내내 워싱턴이 은퇴하지 않도록 설득하기 위해 부지런히 노력했다. 그들은 그에게 프랑스 혁명 전쟁이 국가에 미칠 수 있는 잠재적 영향에 대해 알렸고 그의 인기와 온건함을 가진 사람만이 앞으로의 불안정한 시기에 국가를 효과적으로 이끌 수 있다고 주장했다. 결국 존 페링은 워싱턴에 대한 자신의 책에서 "워싱턴은 1792년 선거에서 자신의 출마를 결코 발표하지 않았다"고 썼다. "그는 단지 두 번째 임기를 고려하지 않을 것이라고 말하지 않았을 뿐이다."

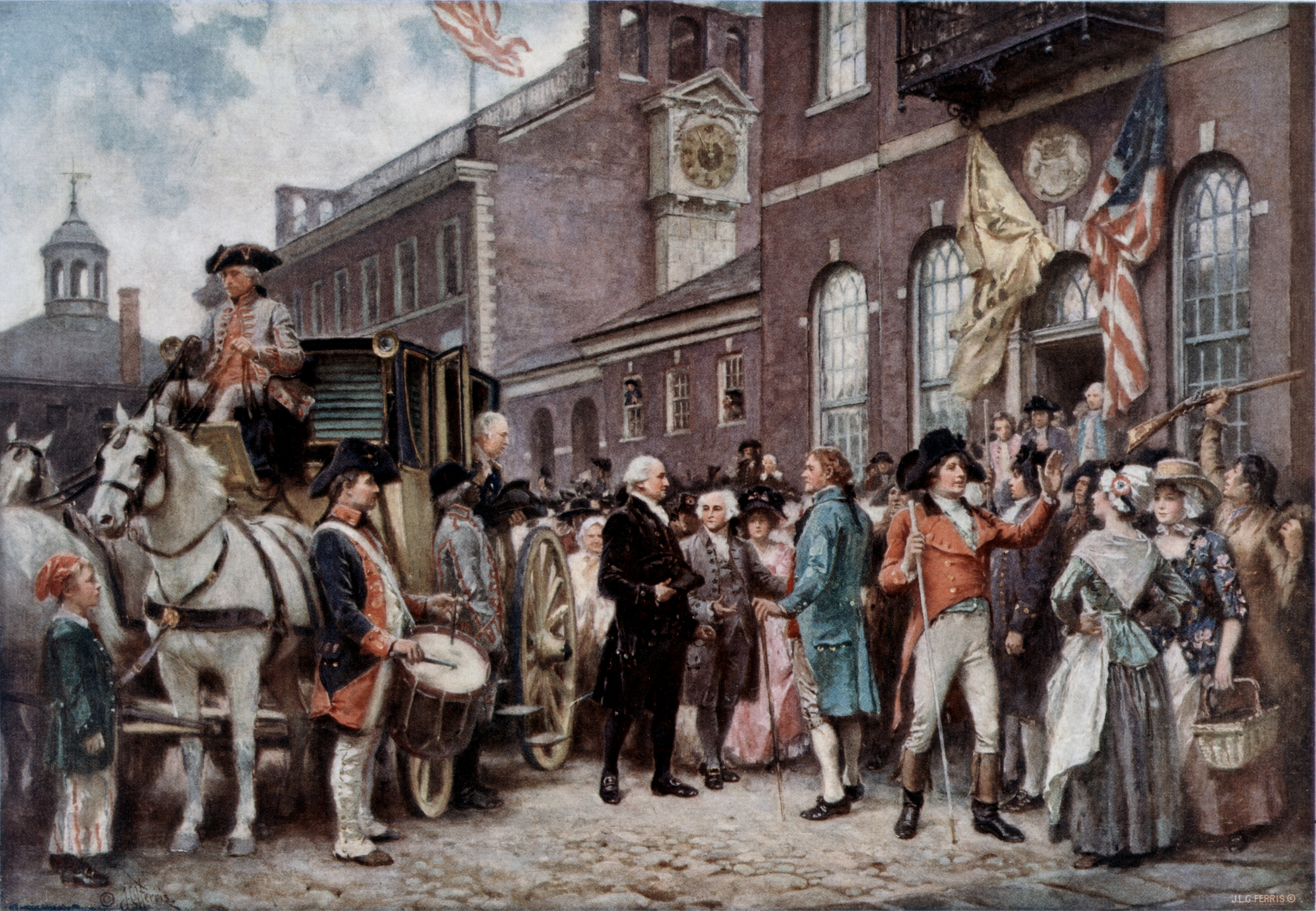
1793년 3월 4일, 필라델피아 의회 의사당에 도착하여 두 번째 대통령 선서를 하는 워싱턴

1792년 선거는 미국의 역사상 처음으로 당파적인 방식으로 경쟁이 벌어진 선거였다. 대부분의 주에서 의회 선거는 제퍼슨의 전략가 존 J. 베클리가 썼듯이 "재무부와 공화주의 이익 사이의 투쟁"으로 인식되었다. 워싱턴이 가장 많은 선거인단 표를 받을 것이라는 점에는 의심의 여지가 거의 없었기 때문에 부통령직이 대중의 관심을 집중시켰다. 여기서의 예상 역시 당파적 노선에 따라 조직되는 경향이 있었다. – 해밀턴 지지자들은 애덤스를 지지했고 제퍼슨 지지자들은 뉴욕 주지사 조지 클린턴을 선호했다. 당시의 선거 규정상 각 대통령 선거인은 대통령과 부통령을 구별하지 않고 두 표를 던져야 했으므로, 두 사람 모두 기술적으로는 워싱턴과 경쟁하는 대통령 후보였다. 그 후 최다 득표자가 대통령이 되고, 차점자가 부통령이 됐다.
워싱턴은 만장일치로 대통령에 재선되면서 132표의 선거인단 투표(각 선거인단으로부터 한 표씩)를 받았고, 애덤스는 부통령에 재선되어 77표를 받았다. 나머지 55표의 선거인단 투표는 조지 클린턴(50표), 토머스 제퍼슨(4표), 에런 버(1표)로 나뉘었다.
워싱턴의 두 번째 취임식은 1793년 3월 4일 펜실베이니아주 필라델피아 의회 의사당 상원 회의실에서 열렸다. 대통령 취임 선서는 대법원 부판사 윌리엄 쿠싱이 집행했다. 워싱턴의 취임 연설은 단 135단어로, 역사상 가장 짧은 연설이었다. 짧고 간결한 취임식은 많은 사람들이 거의 군주제적인 대관식으로 여겼던 1789년의 취임식과는 극명한 대조를 이루었다.
존 애덤스는 워싱턴의 두 번째 임기와 동시에 시작되었지만, 상원이 다시 소집된 1793년 12월 2일 의회 회관의 상원 회의실에서 그 임기를 위해 선서했다. 부통령 선서는 상원의 임시 의장인 존 랭던이 집행했다.

## 행정부

### 내각
새 헌법은 대통령에게 상원의 동의를 얻어 행정부 수장을 임명할 권한을 부여했다. 연합규약 하에는 세 개의 부서가 있었다. 전쟁부, 외교부, 재정부. 외교부는 1789년 7월 27일에 재설립됐고, 9월에 국무부로 개명됐다. 전쟁부는 8월 7일에 유지됐고, 재정부는 9월 2일에 재무부로 개명됐다. 의회는 또한 원주민 문제, 정부 문서 보존, 기타 사항을 감독할 내무부를 설립하는 것을 고려했지만, 제안된 부서의 임무는 대신 국무부로 편입되었다. 1789년 9월, 의회는 대통령의 최고 법률 고문 역할을 할 법무장관과 우정 서비스의 책임자 역할을 할 우정청장 직책을 신설했다. 처음에는 워싱턴이 행정부 부서장 및 법무장관과 개별적으로 만났지만 1791년부터 합동 회의를 개최하기 시작했으며, 첫 회의는 11월 26일에 열렸다. 전쟁부 장관, 국무부 장관, 재무부 장관, 법무장관의 네 직책은 총칭하여 내각으로 알려지게 됐고 워싱턴은 두 번째 임기 내내 정기적인 내각 회의를 개최했다.
에드먼드 랜돌프는 첫 법무장관이 됐고, 헨리 녹스는 전쟁부 장관직을 유지했다. 워싱턴은 처음에는 국무장관직을 1784년부터 외교부 장관을 역임하고 임시 국무장관 역할을 했던 존 제이에게 제안했다. 제이가 사법부 임명을 선호한다고 밝힌 후 워싱턴은 토머스 제퍼슨을 첫 정식 국무장관으로 내정했다. 경제 정책을 총괄할 재무장관의 핵심 직책에는 워싱턴이 처음 선택했던 로버트 모리스가 거절한 후 알렉산더 해밀턴을 선택했다. 모리스는 대신 해밀턴을 추천하며 다음과 같이 썼다.
하지만 친애하는 장군님, 제가 재무장관직을 사퇴한다고 해서 손해 볼 일은 없을 것입니다. 저는 당신의 보좌관인 해밀턴 대령보다 훨씬 더 영리한 사람을 당신의 재무장관으로 추천할 수 있습니다.
워싱턴의 초기 내각은 뉴잉글랜드 출신 1명(녹스), 미드애틀랜틱 주 출신 1명(해밀턴), 남부 출신 2명(제퍼슨과 랜돌프)으로 구성됐다.
워싱턴은 자신을 외교와 전쟁부 모두의 전문가라고 생각했으며, 포레스트 맥도날드에 따르면 "그는 실제로 자신의 외교장관이자 전쟁장관이었다." 제퍼슨은 1793년 말 내각에서 물러났고, 랜돌프가 그 자리를 대체했으며, 윌리엄 브래드퍼드가 법무장관을 맡았다. 제퍼슨과 마찬가지로 랜돌프는 외교에서 프랑스를 선호하는 경향이 있었지만, 내각에서는 거의 영향력이 없었다. 녹스, 해밀턴, 랜돌프는 모두 워싱턴의 두 번째 임기 동안 내각에서 물러났다. 랜돌프는 제이 조약에 대한 논쟁 중에 사임해야 했다. 티머시 피커링은 녹스의 뒤를 이어 전쟁부 장관이 되었고, 올리버 월콧 주니어는 재무부 장관이 되었고, 찰스 리는 법무장관 직책을 맡았다. 1795년에 피커링은 국무장관이 되었고, 제임스 맥헨리는 피커링의 뒤를 이어 전쟁부 장관이 되었다.
해밀턴과 제퍼슨은 워싱턴의 첫 임기 동안 내각 회의에서 가장 큰 영향을 미쳤다. 그들의 깊은 철학적 차이는 처음부터 그들을 서로 대립시켰고 경제 및 외교 정책 문제에 대해 자주 논쟁을 벌였다. 제퍼슨이 떠나자 해밀턴이 내각을 지배하게 됐고, 그는 워싱턴의 두 번째 임기 동안 내각을 떠나 뉴욕에서 법률을 개업한 후에도 행정부 내에서 매우 영향력 있는 인물로 남았다.

### 부통령직

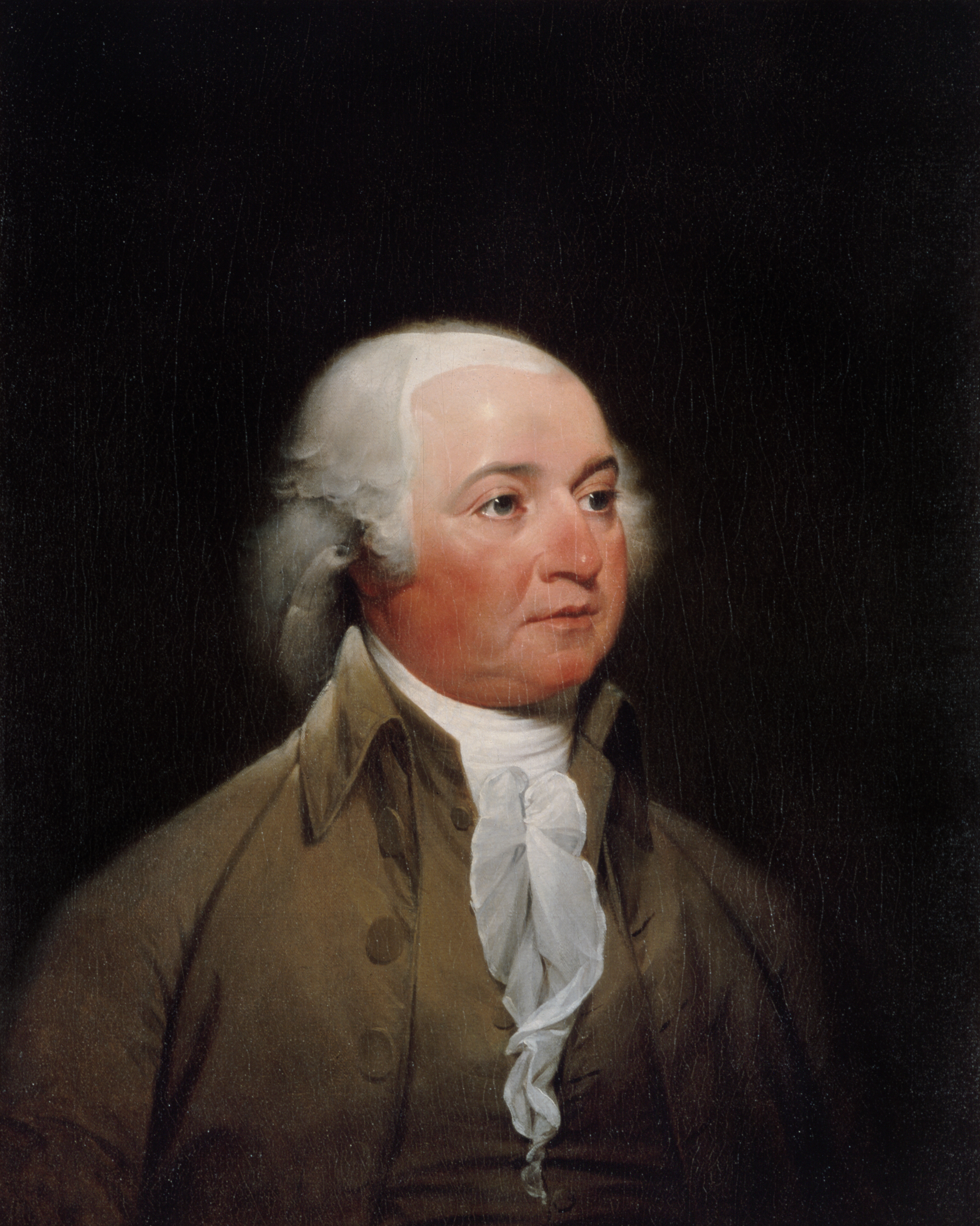
존 트럼불이 그린 부통령 존 애덤스의 초상화

두 번의 부통령 임기 동안 애덤스는 내각 회의에 거의 참석하지 않았고, 대통령은 그에게 거의 자문을 구하지 않았다. 그럼에도 불구하고 애덤스의 전기 작가인 존 E. 페링에 따르면, 두 사람은 "현대 대통령과 부통령이 할 것 같지 않은 행정부의 의례적인 업무를 훨씬 더 많이 공동으로 수행했다." 상원에서 애덤스는 특히 첫 임기 동안 더 적극적인 역할을 했다. 그는 종종 상원에서 토론에 참여했다. 적어도 한 번은 애덤스가 상원의원들에게 그가 반대하는 법안에 반대 투표하도록 설득했고 그는 절차 및 정책 문제에 대해 상원에 자주 강연했다. 그는 29번의 동점표를 던졌다.
그의 첫 입법 침범은 그가 취임한 직후 새로운 정부의 대통령 및 행정관직에 대한 칭호에 대한 상원 토론 중에 발생했다. 하원은 대통령이 단순히 "조지 워싱턴 미국 대통령"으로 불려야 한다는 데 신속히 동의했지만, 상원은 이 문제를 상당 시간 논의했다. 애덤스는 대통령에게 "전하"라는 칭호(및 "합중국 자유의 수호자"라는 칭호)를 채택하는 것을 선호했다. 다른 이들은 "선출된 전하" 또는 더 낮은 "각하"의 변형을 선호했다. 반연방주의자들은 이 모든 것의 군주제적인 소리에 반대했다. 세 명의 상원의원을 제외한 모든 상원의원은 결국 "합중국 대통령 전하 및 동권리의 수호자"라는 칭호에 동의했다. 결국 워싱턴은 다양한 반대에 양보했고, 하원은 "미스터 프레지던트"라는 칭호를 사용하기로 결정했다. 그러나 실제로 그는 미국인과 외국 방문객으로부터 "각하"라고 매우 자주 불렸다.
애덤스는 상원의장 의자에 활력과 헌신을 가져왔지만 애덤스는 그 일을 "내 성격에 잘 맞지 않는다"고 생각했다. 부통령직의 헌법적 한계를 넘어서거나 대통령의 특권을 침해하는 것에 대해 항상 신중했던 애덤스는 종종 자신이 "완전한 무의미함"으로 여겼던 상황을 한탄하게 됐다. 아내 애비게일 애덤스에게 그는 다음과 같이 이렇게 썼다.
나의 조국은 그 지혜로 인간의 발명품 중 가장 무의미한 직책을 나에게 마련해 주었다... 혹은 그의 상상력이 고안해낸 것 중 가장 무의미한 직책을 마련해 주었다. 나는 선도 악도 행할 수 없으므로, 다른 사람들에게 이끌려 공통된 운명을 맞이해야 한다.

### 첫 대통령거부권
헌법은 대통령에게 법률을 거부할 권한을 부여했지만 워싱턴은 입법 문제에 개입하기를 꺼려했고 두 차례만 거부권을 행사했다. 1792년 4월 5일 처음으로 대통령 거부권을 행사하여 의원 배정 법안이 법률이 되는 것을 막았다. 이 법안은 워싱턴이 위헌이라고 생각하는 방식으로 주들 사이에 하원 의석을 재분배하는 것이었다. 거부권을 무시하려 했지만 실패한 후 의회는 곧 새로운 법안인 1792년 배정법을 작성했고, 워싱턴은 4월 14일 이에 서명하여 법률로 제정했다.

### 급여
1789년 9월 24일, 의회는 대통령에게 연간 25,000달러의 급여를, 부통령에게는 연간 5,000달러의 급여를 지급하기로 투표했다. 워싱턴의 급여는 1789년 연방 예산 총액의 2%에 해당했다.

## 사법부 임명

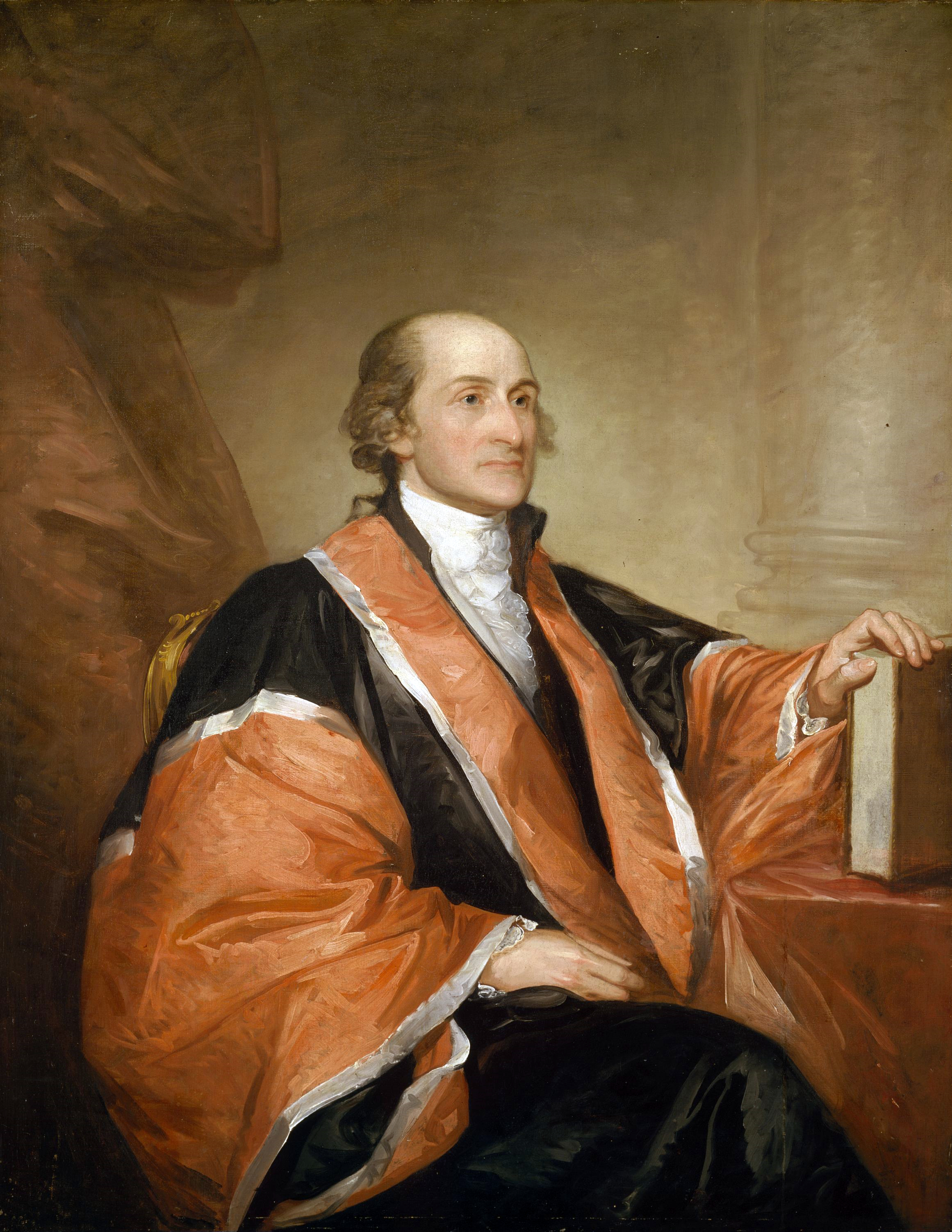
존 제이, 초대 미국의 연방 대법원장

미국 헌법 제3조는 연방 정부의 사법부를 설립했지만 몇 가지 문제는 의회나 대통령의 재량에 맡겼다. 미해결 문제에는 대법원의 규모, 초대 대법관의 신원, 대법원 아래 연방 법원의 수와 설립, 주 법원과 연방 법원의 관계가 포함됐다. 1789년 9월, 의회는 주로 코네티컷주 상원의원 올리버 엘스워스가 작성한 1789년 법원조직법을 통과시켰다. 사법부법을 통해 의회는 한 명의 대법원장과 다섯 명의 부판사로 구성된 여섯 명의 대법원을 설립했다. 이 법은 또한 각 사법구에 대해 지방법원과 순회법원을 포함한 13개의 사법구를 만들었다.
초대 대통령으로서 워싱턴은 대법원 전체를 임명할 책임이 있었다. 따라서 워싱턴은 미국 역사상 다른 어떤 대통령보다 더 많은 대법관 공석을 채웠다. 1789년 9월 24일, 워싱턴은 존 제이를 초대 대법원장으로, 존 러틀리지, 윌리엄 쿠싱, 제임스 윌슨, 존 블레어 주니어, 로버트 H. 해리슨을 부판사로 지명했다. 모두 상원에 의해 신속하게 인준됐지만, 해리슨이 임명을 거절하자 워싱턴은 1790년에 제임스 이레델을 임명했다. 대법원의 첫 임기는 1790년 2월 2일 뉴욕시의 로열 익스체인지 (뉴욕)에서 시작됐다. 사건 목록에 사건이 없고 급한 업무도 거의 없는 상태에서 (몇 가지 절차 문제만 결정되었고 26명의 변호사와 고문이 연방 변호사 자격을 얻었다), 임기는 단 8일 동안 지속됐다.
이후 부판사들이 법원을 떠나자 워싱턴은 토머스 존슨, 윌리엄 패터슨, 새뮤얼 체이스를 임명했다. 제이는 1795년에 대법원장 자리에서 물러났고, 휴회 임명으로 존 러틀리지가 그 자리를 대체했다. 러틀리지는 6개월 동안 재임했지만 1795년 12월 상원에서 그의 지명이 거부된 후 사임했다. 러틀리지는 제이 조약에 대한 비판으로 여러 상원의원들을 소원하게 만들었다. 러틀리지의 지명이 거부된 후 워싱턴은 올리버 엘스워스를 세 번째 미국 대법원장으로 임명했다.
사법부법은 또한 당시 헌법을 비준한 11개 주 내에 13개의 사법구를 만들었으며, 매사추세츠와 버지니아는 각각 두 개의 사법구로 나뉘었다. 노스캐롤라이나와 로드아일랜드는 헌법을 비준한 후 1790년에 사법구로 추가됐으며, 이후 의회가 연방에 편입시킨 주들도 마찬가지였다. 이 법은 또한 이들 사법구 내에 순회법원과 지방법원을 설립했다. 지방 법원 판사와 (초기에는) 두 명의 대법원 판사로 구성된 순회 법원은 더 심각한 범죄와 민사 사건에 대한 관할권을 가졌고 지방 법원에 대한 항소 관할권을 가졌으며, 단일 판사 지방 법원은 주로 해사 사건과 사소한 범죄 및 소액 청구 소송에 대한 관할권을 가졌다. 순회 법원은 판사들이 순환 근무하는 세 개의 지리적 순회구로 그룹화됐다. 워싱턴은 재임 기간 동안 38명의 판사를 연방 지방 법원에 임명했다.

## 국내 문제
워싱턴 재임 중의 국내 문제에는 영구적인 미국 수도의 선정, 1789년 관세법 통과, 해밀턴 경제 프로그램의 관리, 위스키 반란 진압, 연방 정부의 당파 정치 등장 평가, 권리장전을 포함한 여러 헌법 개정안 통과, 노예제 문제 및 원주민 영토 확장 관련 책임 있는 정책에 대한 지속적인 논쟁이 포함됐다.

### 영구적인 미국 수도 선정

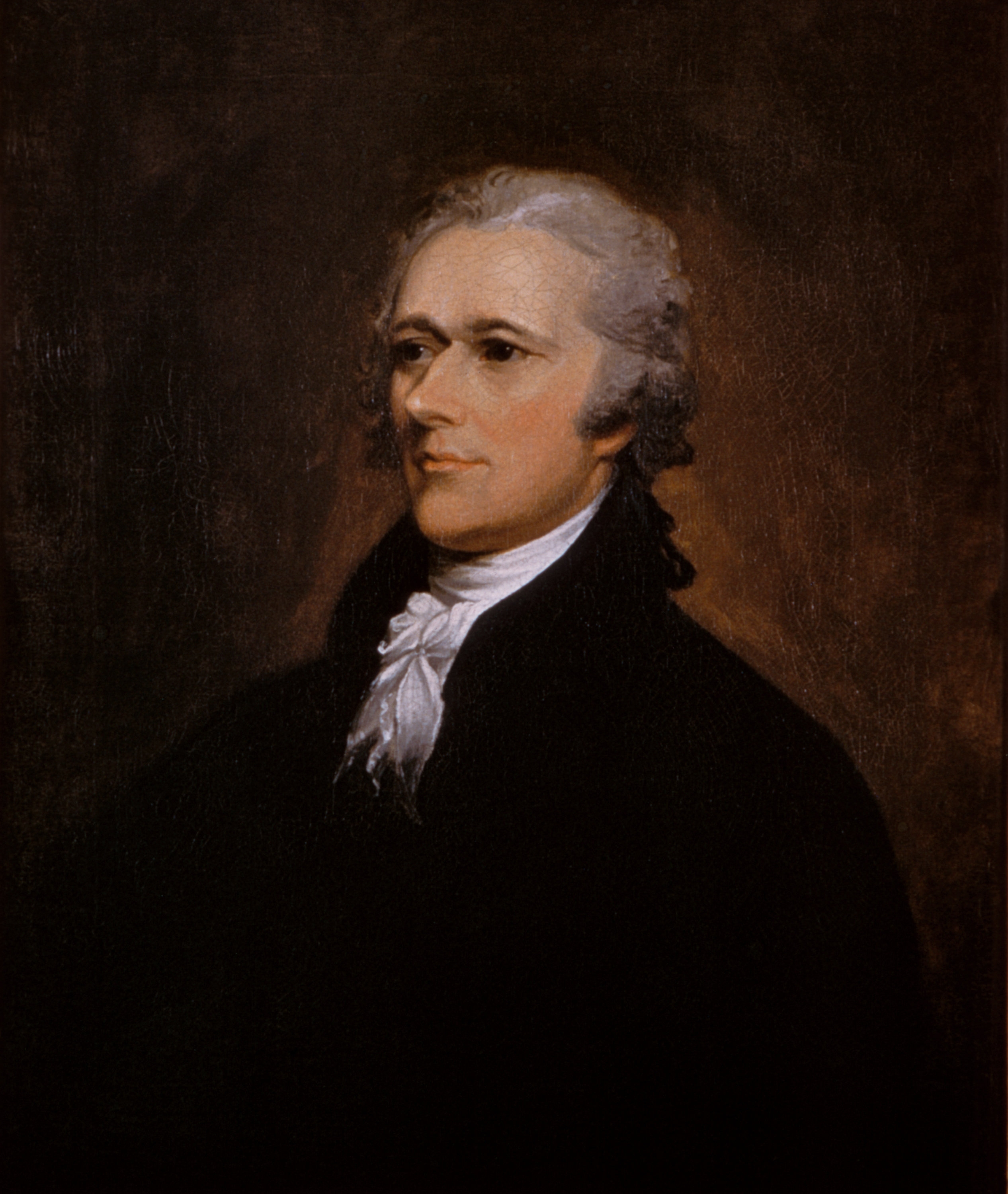
재무장관 알렉산더 해밀턴

영구적인 수도 문제는 여러 차례 논의됐지만, 대륙 의회는 지역적 충성심과 긴장 때문에 부지에 대해 합의할 수 없었다. 뉴욕시는 1785년부터 국가의 임시 수도 역할을 했지만 영구 수도로 의도된 적은 없었다. 이 도시는 새로운 정부를 위해 수많은 개선 작업을 했고 옛 시청은 피에르 샤를 랑팡에 의해 개조되면서 페더럴 홀이 됐다. 헌법에는 영구 수도의 위치에 대해 아무것도 언급되어 있지 않았다. 사람들이 상업적 이점과 명성을 깨닫게 되면서 수도 유치에 대한 관심이 커졌다. 의회가 이 문제를 논의하면서 거의 매일 형성되고 해체되는 주간 연합에 의해 많은 기동이 있었다. 허드슨 밸리; 트렌턴; 윌밍턴; 볼티모어; 노퍽; 펜실베이니아의 여러 지역을 포함하여 30개 이상의 위치가 수도 부지로 제안됐다. 1789년, 논의는 조지타운 근처의 포토맥강 부지, 라이트 페리(현재 콜럼비아 (펜실베이니아주)) 근처의 서스쿼해나강 부지, 저먼타운 근처의 델라웨어강 부지로 좁혀졌다. 펜실베이니아 두 곳 모두 영구 수도 부지로 의회의 승인을 거의 얻었지만 펜실베이니아 두 상원의원 간의 분열과 제임스 매디슨 의원의 능숙한 기동으로 인해 1790년까지 이 주제에 대한 고려가 연기됐다.

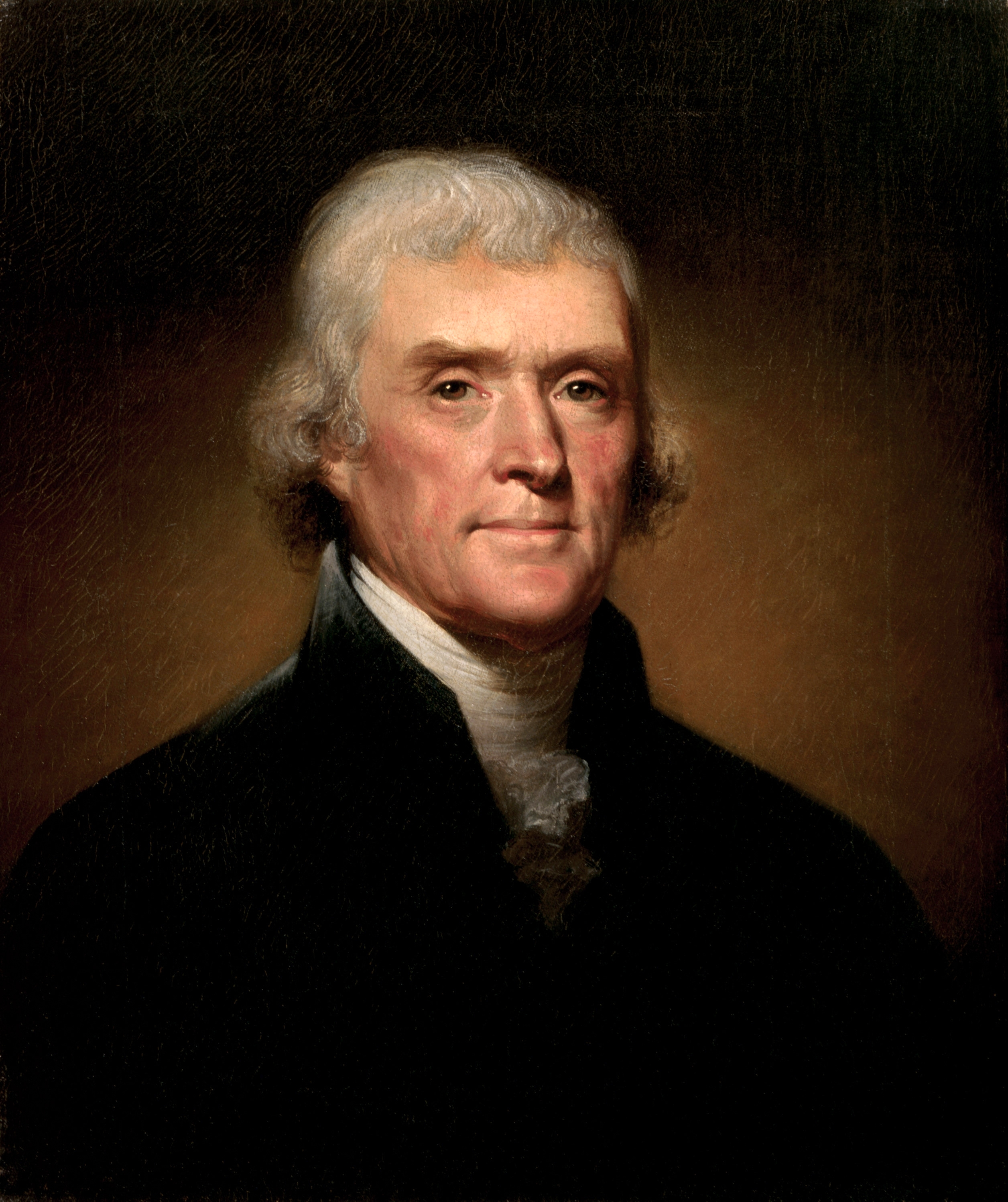
국무장관 토머스 제퍼슨

워싱턴, 제퍼슨, 매디슨 모두 포토맥강에 영구 수도를 두는 것을 지지했다. 해밀턴은 뉴욕시에 임시 수도를, 트렌턴에 영구 수도를 두는 것을 지지했다. 동시에 해밀턴의 자금 지원 제안, 즉 연방 정부가 독립 전쟁 중 주들이 발생시킨 부채를 인수하는 계획은 통과할 만큼 충분한 지지를 얻지 못하고 있었다. 해밀턴이 자금 지원 계획을 통과시키기 위해 남부 표가 필요하다는 것을 이해한 제퍼슨은 포토맥 수도 구상이 북부의 추가 지원 없이는 실패할 것이라는 점을 잘 알고 있었고 해밀턴과의 우연한 만남이 제공한 기회를 활용하여 관심 있는 당사자들이 "상호 협력"에 대해 논의할 수 있는 비공식 만찬 회의를 주선했다. 이후 1790년 타협으로 알려진 이 거래는 1790년 7월 거주지법 통과를 위한 길을 열었다. 이 법은 포토맥강을 따라 영구 수도가 건설되는 동안 연방 수도를 10년 동안 필라델피아로 이전했다. 해밀턴의 부채 인수 계획은 1790년 자금 조달법의 통과로 법률이 되었다.
거주지법은 대통령에게 영구 정부 청사로 포토맥강을 따라 특정 부지를 선택할 권한을 부여했다. 또한 대통령에게 연방시를 위한 토지를 측량하고 취득할 세 명의 위원을 임명할 권한을 부여했다. 워싱턴은 1791년 1월 24일에 부지 선정을 발표했고, 그 후 새로운 도시에 대한 계획이 시작되었다. 워싱턴은 대통령 임기 말까지 이 노력을 직접 감독했다. 1791년 9월, 위원들은 신생 도시를 대통령을 기리기 위해 워싱턴이라고 명명했으며, 그 지역을 당시 미국에 흔히 사용되던 시적인 이름인 컬럼비아라고 명명했다.
백악관(당시에는 대통령 관저로 불렸다) 건설은 1792년에 시작됐다. 워싱턴은 1793년 9월 18일 미국 국회의사당(당시에는 의회 의사당으로 불렸다)의 주춧돌을 놓았다. 워싱턴의 후임자인 존 애덤스는 1800년 11월 백악관으로 이사했고, 같은 달 의회는 국회의사당에서 첫 회의를 열었다. 다음 해 2월, 의회는 1801년 워싱턴 D.C. 조직법을 승인하여 공식적으로 워싱턴 D.C.를 조직하고, 헌법에 따라 의회를 독점적인 통치 기관으로 지정했다.

### 1789년 관세법
제1차 미국 의회가 첫 회기 동안 직면한 가장 시급한 문제 중 하나는 연방 정부의 수입 조달 방법이었다. 직접세는 정치적으로 실행 불가능했기 때문에 의회는 관세를 주요 자금원으로 전환했다. 관세는 또한 수입품, 특히 영국에서 오는 많은 수입품의 비용을 증가시켜 신생 미국 제조업을 보호할 수 있었다. 각 지역은 다양한 상품에 대한 관세에 대해 유리한 조건을 모색했다. 연방 정부가 법안 통과 없이는 공무원의 급여조차 지불할 수 없었기 때문에 의회 의원들은 타협에 도달하는 데 강한 동기를 가졌다. 7월에 의회는 마침내 1789년 관세법을 통과시켰고 워싱턴은 이에 서명하여 법률로 제정했다. 이 법은 외국 선박이 운송하는 상품에 대해 통일된 세금을 부과하는 한편, 미국 소유 선박이 운송하는 상품에 대해서는 훨씬 적은 세금을 부과하도록 했다. 이 법과 이후의 법들에 의해 설정된 관세는 정부 수입의 대부분을 차지할 것이다. 1789년에서 1800년 사이에 연방 정부 수입의 87% 이상이 수입 관세에서 나왔다.
연방 정부가 수입 관세를 징수할 수 있도록 의회는 또한 1789년 징수법을 통과시켜 미국 관세청을 설립하고 항구를 지정했다. 1년 후 미국 세입 커터 서비스는 워싱턴이 연방 관세 및 무역 법률을 집행하고 밀수를 방지하기 위한 10척의 커터 건조를 승인하는 법안에 서명함으로써 설립됐다. 의회가 1798년에 미국 해군부를 설립할 때까지, 그것은 국가의 유일한 해상 무장 군대 역할을 했다. 한 세기 후에 세입 커터 서비스로 개명된 그것과 미국 해상 구조 서비스는 1915년에 합병돼 미국 해안경비대를 형성했다.

### 해밀턴 경제 프로그램
1789년 관세법이 통과된 후 의회의 첫 회기 동안 부채 문제를 해결하기 위한 다른 다양한 계획들이 고려됐지만 어느 것도 광범위한 지지를 얻지 못했다. 1789년 9월, 해결책이 보이지 않고 회기 마감이 다가오자, 의회는 알렉산더 해밀턴 재무장관에게 신용보고서를 준비하도록 지시했다. 그의 공공 신용 보고서에서 해밀턴은 주 정부와 연방 정부의 총 부채가 7천 9백만 달러에 달하며, 연방 정부의 연간 수입은 2백 8십만 달러가 될 것이라고 추정했다. 로버트 모리스와 다른 사람들의 아이디어를 바탕으로 해밀턴은 주 정부 부채의 연방 인수와 연방 채권의 대량 발행을 요구하는 미국인이 지금까지 제시한 것 중 가장 야심적이고 광범위한 경제 계획을 제안했다. 해밀턴은 이러한 조치가 병든 경제를 회복시키고, 안정적이고 적절한 통화 공급을 보장하며, 전쟁과 같은 비상시 연방 정부가 더 쉽게 차용할 수 있도록 할 것이라고 믿었다. 그는 또한 미국 독립 혁명 동안 대륙 의회가 발행한 약속어음을 전액 상환하여, 정부가 증권의 가치를 유지할 것이라는 선례를 확립할 것을 제안했다. 해밀턴의 제안은 독립 전쟁 후 약속어음 중 많은 부분을 가치보다 훨씬 적은 가격으로 매입한 투기꾼들에게 보상하는 것을 꺼려했던 제임스 매디슨의 반대에 부딪혔다.
부채가 적거나 없는 버지니아, 메릴랜드, 조지아의 의회 대표단은 연방 정부가 부채를 인수할 경우 효과적으로 다른 주들의 부채 일부를 지불하게 될 것이므로, 이 제안을 받아들이기를 꺼렸다. 많은 의원들은 이 계획이 새 정부의 헌법적 권한을 넘어선다고 주장했다. 제임스 매디슨은 이 조항을 저지하고 이 계획이 승인되는 것을 막기 위한 노력을 이끌었다. 다른 이들은 부채를 거부해야 하며, 미국은 이를 지불하지 않아야 한다고 주장했다. 워싱턴은 해밀턴의 계획을 지지했지만 의회 토론에 개입하기를 거부했고, 하원에서는 반대가 커졌다. 인수에 대한 논쟁은 국가 수도 부지에 대한 동시적인 논쟁과 얽히게 됐다. 1790년 타협에서 해밀턴의 인수 계획은 1790년 자금 조달법으로 채택됐는데 이는 여러 남부 의원들이 포토맥 강에 수도를 두는 것에 대한 대가로 법안에 찬성표를 던졌기 때문이다.
1790년 말, 해밀턴은 두 번째 공공 신용 보고서에서 또 다른 권고안을 발표했다. 이 보고서는 국립 은행의 설립과 증류주에 대한 물품세를 요구했다. 해밀턴이 제안한 국립 은행은 신생 산업에 신용을 제공하고, 정부 자금의 예금처 역할을 하며, 전국 단일 통화를 감독할 것이다. 해밀턴의 제안에 대응하여 의회는 1791년 은행법을 통과시켜 미국 제1은행을 설립했다. 매디슨과 랜돌프 법무장관은 워싱턴에게 이 법안이 연방 정부 권한의 위헌적 확장이라며 거부하도록 로비했다. 워싱턴은 법안에 서명하거나 거부할 10일의 시간을 가지고 있었으므로, 그들의 반대 의견을 해밀턴에게 보내 의견을 구했다. 해밀턴은 헌법이 의회에 국립 은행을 설립할 권한을 부여했다고 설득력 있게 주장했다. 그는 헌법이 "명시적 권한뿐만 아니라 묵시적 권한도 보장"하며, 후자가 인정되고 행사되지 않으면 정부가 마비될 것이라고 주장했다. 해밀턴의 편지를 받은 후에도 워싱턴은 여전히 약간의 의구심을 품었지만, 그럼에도 불구하고 그날 저녁 법안에 서명하여 법률로 제정했다.
이듬해에 의회는 1792년 주화법을 통과시켜 미국 조폐국과 미국 달러를 설립하고 미국의 주화를 규제했다. 역사가 새뮤얼 모리슨은 해밀턴의 1790년 은행 보고서가 제퍼슨을 해밀턴에게 등을 돌리게 했다고 지적한다. 제퍼슨은 국립 은행의 설립이 정치적, 경제적, 사회적 불평등을 초래하고 유럽 사회를 지배하는 귀족들처럼 북부 금융 이익이 미국 사회를 지배하게 될 것을 우려했다.
1791년 12월, 해밀턴은 제조업 보고서를 발표했는데 이는 미국의 상인과 산업을 보호하여 국가 부를 늘리고, 장인들의 이민을 유도하며, 기계를 발명하고, 여성과 아동을 고용하기 위한 수많은 정책을 권고했다. 해밀턴은 연방이 감독하는 기반 시설 프로젝트, 국영 군수 공장 설립 및 민간 소유 공장에 대한 보조금, 보호 관세 부과를 요구했다. 의회는 해밀턴의 이전 제안 대부분을 채택했지만, 그의 제조업 제안은 자유 무역에 이해관계가 있는 상선 소유주들 때문에 심지어 더 산업화된 북부에서도 실패했다. 이 제안들의 헌법적 문제에 대한 의문도 제기되었고, 제퍼슨과 같은 반대자들은 해밀턴의 필요적절조항에 대한 광범위한 해석이 의회에 어떤 주제에 대해서도 입법할 권한을 부여할 것이라고 우려했다.
1792년, 그들의 관계가 완전히 파탄나자, 제퍼슨은 워싱턴에게 해밀턴을 해임해 달라고 설득하려 했지만 실패했다. 그러나 워싱턴은 해밀턴의 아이디어가 사회 및 경제적 안정에 기여했다고 믿었기 때문에 주로 해밀턴의 아이디어를 지지했다. 해밀턴의 제안에 대한 불일치는 또한 워싱턴과 매디슨의 관계를 돌이킬 수 없게 만들었는데 매디슨은 워싱턴의 대통령 재임 첫 해 동안 그의 가장 중요한 의회 동맹이었다. 해밀턴과 행정부의 반대자들은 1792년 의회 선거에서 여러 의석을 차지했고, 해밀턴은 그 이후 그의 야심찬 경제 제안에 대한 의회 승인을 얻을 수 없었다.

### 위스키 반란
1790년 관세법으로 부과된 추가 수입 관세에도 불구하고 상당한 연방 재정 적자가 남아있었다. – 주로 자금 조달법에 따라 연방이 주 정부의 혁명 관련 부채를 인수한 것 때문이었다. 1790년 12월까지 해밀턴은 정부의 주요 수입원인 수입 관세가 가능한 한 높게 인상되었다고 믿었다. 따라서 그는 국내 증류주에 대한 물품세의 통과를 추진했다. 이는 중앙 정부가 국내 제품에 부과한 최초의 세금이었다. 해밀턴과 매디슨 모두 증류주에 대한 물품세가 당시 정부가 부과할 수 있는 가장 덜 불쾌한 세금이라고 믿었다. 토지에 대한 직접세는 훨씬 더 인기가 없을 것이었다. 이 세금은 알코올 소비를 억제하기를 희망했던 일부 사회 개혁가들의 지지를 받았다. "위스키법"으로 흔히 알려진 증류주 관세법은 1791년 3월 3일에 법률이 되었고, 6월 1일에 시행됐다.
위스키에 대한 세금은 통과된 날부터 개척지에서 격렬한 반대 시위가 전개됐다. 서부 농부들은 이 세금이 불공정하고 차별적이라고 생각했다. 미시시피강 하류가 거의 10년 동안 미국 선박 운항에 폐쇄되었기 때문에 서부 펜실베이니아의 농부들은 곡물을 위스키로 전환해야 했다. 곡물을 위스키로 증류함으로써 부피가 크게 감소하여 작물을 동부 해안으로 운송하는 비용이 크게 줄어들었는데 동부 해안만이 그들의 작물 시장이 있는 유일한 곳이었다. 1794년 중반, 정부는 수십 개의 증류소를 기소하며 세금 회피를 단속하기 시작했다.
1794년 7월 15일, 세금 징수원 존 네빌과 그의 노예들이 그의 집을 둘러싼 민병대에 발포하여 민병대원 한 명을 죽였다. 다음 날, 네빌을 찾던 민병대원들이 연방군 병사들에게 발포하여 양측에서 사상자가 발생했다. 이 대치 이후, 민병대는 연방 보안관을 붙잡고 연방군과 계속 충돌했다. 이 반란 소식이 개척지에 퍼지자, 우편물 강탈, 법원 절차 중단, 피츠버그 공격 위협 등 일련의 느슨하게 조직된 저항 조치가 취해졌다.

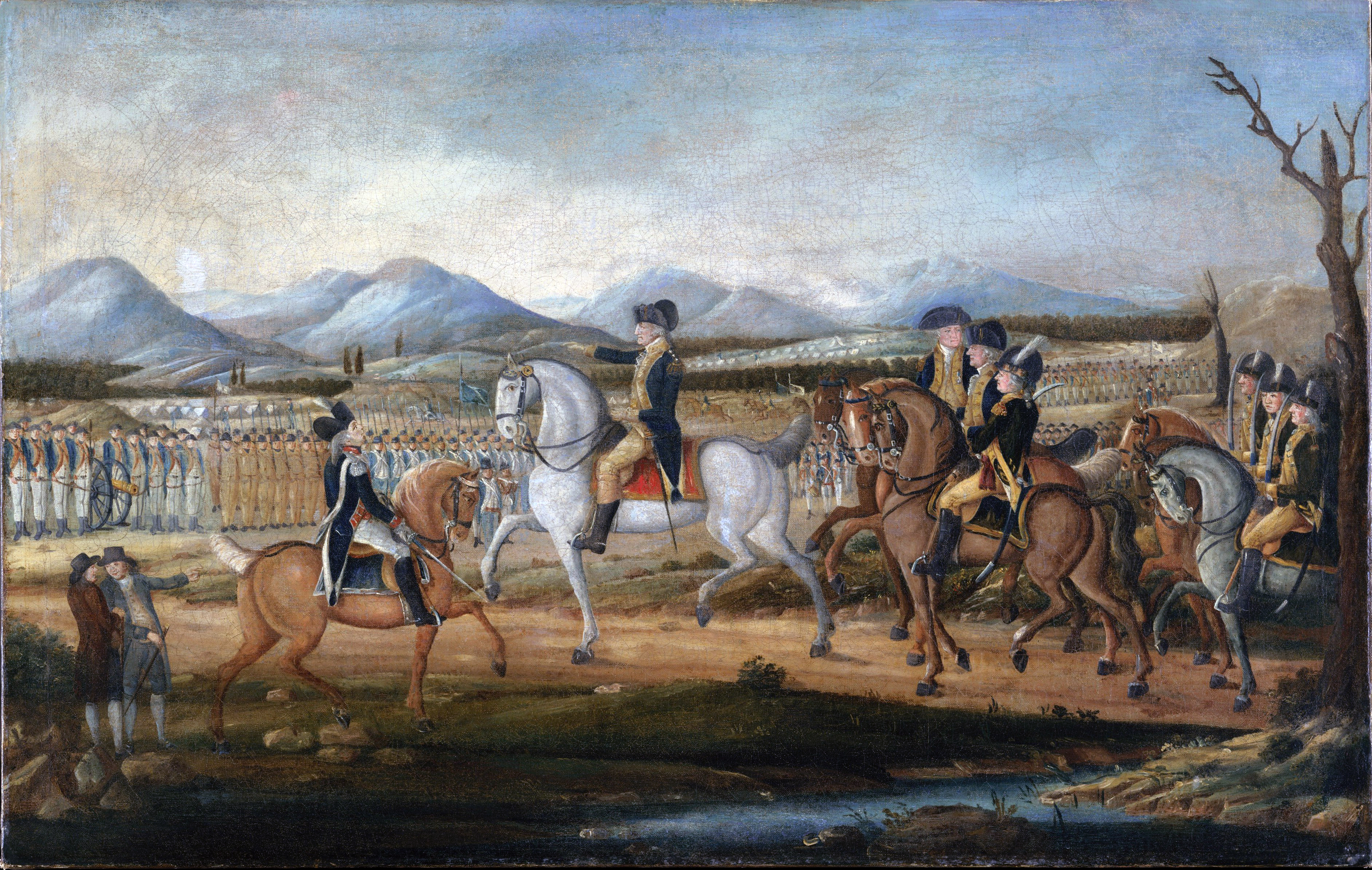
위스키 반란에 맞서 민병대를 이끌면서 워싱턴은 현직 미국 대통령 중 전장에서 권한을 행사한 단 두 명의 대통령 중 한 명이 됐다.

서부 펜실베이니아에서 일어난 무장 반란처럼 보이는 것에 놀란 워싱턴은 내각에 위기 대처 방법에 대한 서면 의견을 요청했다. 해밀턴, 녹스, 브래드퍼드 법무장관은 모두 민병대를 사용하여 반란을 진압하는 것을 선호했지만 랜돌프 국무장관은 평화적 화해를 촉구했다. 워싱턴은 내각 양측의 조언에 귀를 기울였다. – 그는 반군과 만나기 위해 위원들을 보냈고, 동시에 서부 펜실베이니아로 진격할 병사들을 준비시켰다. 위원들의 최종 보고서가 법률 집행을 위해 민병대 사용을 권고하자, 대통령은 1792년 민병대법을 발동하여 펜실베이니아, 버지니아 및 기타 여러 주의 민병대를 소집했다. 주지사들은 병력을 보냈고 워싱턴은 최고사령관으로서 지휘권을 잡았다.
워싱턴은 12,950명의 민병대를 지휘했는데 이는 독립 전쟁 당시 그가 지휘했던 대륙육군과 거의 같은 규모였다. 워싱턴, 해밀턴, 독립 전쟁 영웅 헨리 "라이트-호스 해리" 리 장군의 직접 지휘 아래, 군대는 해리스버그에 집결하여 1794년 10월 서부 펜실베이니아(현재 모논가헬라 (펜실베이니아주)에 해당하는 지역)로 진격했다. 반란은 거의 폭력 없이 빠르게 진압됐고 저항 운동은 해산됐다. 반란으로 체포된 사람들은 수감됐는데 그 중 한 명은 사망했으며, 두 명은 반역죄로 유죄 판결을 받아 교수형을 선고받았다. 나중에 워싱턴은 관련된 모든 사람들을 사면했다.
위스키 반란 진압은 대중의 광범위한 승인을 받았다. 이는 새로운 정부가 직접적으로 반대된 첫 번째 사례였으며, 연방 권위의 명확한 시위를 통해 워싱턴은 연방 법률이 국토의 최고 법률이라는 원칙을 확립하고, 연방 정부가 국가 법률에 대한 폭력적 저항을 진압할 능력과 의지를 모두 가지고 있음을 입증했다. 따라서 반란에 대한 정부의 대응은 워싱턴 행정부에 의해 성공으로 여겨졌는데 이는 일반적으로 역사가들의 지지를 받는 견해이다.

### 정당의 부상

연방주의자들은 검은색과 흰색 모표를 상징으로 사용했다.

초기에는 제퍼슨과 해밀턴이 원만한 업무 관계를 유지했다. 친밀하지는 않았지만 워싱턴 행정부 첫 해 동안 거의 충돌하지 않았다. 그럼에도 불구하고 깊은 철학적 차이는 곧 그들 사이에 균열을 일으켰고, 마침내 그들을 갈라놓았다. 해밀턴은 중앙 정부의 적극적인 사용이 국가 건설에 필수적이라고 믿었다. 그는 또한 "번성하는 상업 경제가 모든 사람에게 기회를 제공하여 더 자선적이고 지식 있고 기업가적인 국민을 만들 것"이라고 믿었다. 제퍼슨의 관점에서 중앙 집중식 정부는 "단순히 유럽식 폭정이 다시 일어날 준비가 되어 있는 것"이었다. 그는 자영농을 이상화했는데, 그들은 "자신들의 운명을 통제했고, 자영농에 기반을 둔 공화국은 개인의 자유와 미덕이라는 '신성한 불꽃'을 계속 타오르게 할 것"이라고 보았다. 이러한 차이점은 미국 제1은행에 대한 논쟁에서 가장 명확하게 드러났다.
해밀턴의 경제 정책 지지자와 비판자들 사이에 분열이 커지자, 제퍼슨과 매디슨은 해밀턴이 지지하는 신문인 《미국 관보》의 영향력에 맞서고자 했다. 그들은 필립 프레노를 설득하여 《내셔널 가제트》를 창간했는데 이 신문은 국가 정치를 연방주의자와 반연방주의자 간의 싸움이 아니라 귀족과 공화주의자 간의 논쟁으로 재구성했다. 1792년 말까지 정치 평론가들은 두 개의 정당이 등장하고 있음을 언급하기 시작했다. 1792년 5월, 해밀턴 자신도 "매디슨은 제퍼슨과 협력하여 나와 내 행정부에 노골적으로 적대적인 파벌의 우두머리에 있다"고 썼다. 워싱턴은 제퍼슨과 해밀턴 사이의 고조되는 긴장을 완화하고 국가 정치의 당파적 양극화를 막으려 했지만 1792년 말까지 제퍼슨과 그의 추종자들은 해밀턴을 완전히 불신하게 됐다. 해밀턴과 함께하는 파벌은 연방당으로 알려지게 되었고, 제퍼슨과 매디슨과 함께하는 파벌은 공화당원(현대 공화당과의 혼동을 피하기 위해 종종 민주공화당으로 불린다)으로 알려지게 되었다. 두 그룹의 정치 지도자들, 특히 연방주의자들은 자신들의 파벌을 정치 정당이라고 부르는 것을 꺼렸다. 그럼에도 불구하고 1793년 의회에서는 뚜렷하고 일관된 투표 블록이 나타났다. 민주공화당은 남부에서 가장 강했으며 당의 지도자들 중 많은 이들이 부유한 남부 노예 소유주들이었다. 민주공화당은 또한 지역 엘리트의 권력에 도전하기를 열망하는 장인, 농부, 하위 상인과 같은 북부의 중산층을 끌어들였다. 연방주의자들은 뉴잉글랜드에서 광범위한 지지를 얻었지만 다른 지역에서는 부유한 상인과 지주에 의존했다.

민주공화당은 빨강, 흰색, 파랑색 모표를 상징으로 사용했다.

경제 정책이 당파적 분열의 주된 동기였지만 외교 정책도 요인이 됐다. 루이 16세의 처형 전에는 대부분의 미국인들이 프랑스 혁명을 지지했지만 해밀턴의 추종자들 중 일부는 혁명이 점점 폭력적으로 변하면서 혁명의 급진적 평등주의를 두려워하기 시작했다. 워싱턴은 특히 영국이 전쟁에 참전하는 것을 두려워했는데 프랑스에 대한 동정심과 영국에 대한 증오심이 미국을 프랑스 혁명 전쟁으로 몰아넣어 미국 경제를 파괴할 것을 우려했기 때문이다. 1793년, 영국이 프랑스 혁명 전쟁에 참전한 후, 여러 민주공화당 사회가 형성됐다. 이 사회들은 여러 동부 도시의 중산층을 중심으로 해밀턴의 경제 정책에 반대하고 프랑스를 지지했다. 보수주의자들은 이 사회들을 계급 질서를 재구성하려는 대중 운동으로 두려워했다. 같은 해 영국은 프랑스와 거래하는 미국 상선을 압류하기 시작하여 반영국 정서를 부채질했다. 워싱턴이 영국과 평화를 추구하는 동안에 비판론자들은 마침내 대통령 자신을 공격하기 시작했다.
위스키 반란을 진압한 후 워싱턴은 공개적으로 민주공화당 사회를 반란의 원인으로 비난했고 제퍼슨은 워싱턴을 "국가의 수장"이 아닌 "당의 수장"으로 보기 시작했다. 연방당으로 통합된 해밀턴의 추종자들은 워싱턴의 발언에 열광했고 당은 워싱턴과 밀접하게 연관되려 했다. 제이 조약의 통과는 당파 싸움을 더욱 격화시켜 연방주의자와 민주공화당원 사이의 분열을 심화시켰다. 1795~96년경, 선거 운동(연방, 주, 지방)은 주로 두 국가 정당 간의 당파적 노선을 따라 전개되었지만, 지역적 문제는 계속해서 선거에 영향을 미쳤고, 당파적 소속은 여전히 유동적이었다.

### 헌법 개정안
의회는 1789년 9월 25일 미국 헌법에 12개의 수정안을 승인하여 개인의 자유와 권리에 대한 구체적인 헌법적 보장, 사법 및 기타 절차에서 정부 권한에 대한 명확한 제한, 헌법에 의해 의회에 특별히 위임되지 않은 모든 권한은 주 또는 국민에게 유보된다는 명시적인 선언을 확립하고, 이를 주의회에 비준을 위해 제출했다. 수정안에 대한 의회의 승인은 제임스 매디슨이 주도했다. 매디슨은 이전에 헌법 개정에 반대했지만 그의 헌법 수정안 패키지를 통과시켜 더 광범위한 개혁을 막기를 희망했다. 워싱턴의 지지를 받아 매디슨은 연방주의자와 반연방주의자 의원들 모두의 지지를 얻을 수 있는 비교적 논란의 여지가 없는 수정안 패키지를 만들었다. 의회는 매디슨의 원래 제안을 주로 기반으로 한 헌법 수정안 패키지를 통과시켰지만 매디슨의 일부 아이디어는 채택되지 않았다.
일부 반연방주의자들은 계속해서 새로운 연방 헌법 제정 회의를 요구하고 조롱했지만 1791년 12월 15일까지 제안된 12개 수정안 중 10개(당시 11개 주)가 필요한 수의 주에 의해 비준됐고 헌법의 제1조부터 제10조가 되었으며, 이들을 총칭하여 권리장전이라고 부른다.
1794년 3월 4일, 치좀 대 조지아주 판결에 대한 응답으로 의회는 외국인에 대한 사법 권한을 명확히 해서 시민들이 연방 법원과 연방 법률에 따라 주를 고소할 수 있는 능력을 제한하는 미국 헌법 수정안을 승인하고 이를 주 의회에 비준을 위해 제출했다. 미국 수정 헌법 제11조는 1795년 2월 7일에 필요한 수의 주(당시 12개)에 의해 비준되면서 헌법의 일부가 됐다.

### 노예제
1790년, 펜실베이니아 노예 폐지 협회는 노예제 폐지를 위한 전례 없는 로비 캠페인을 벌였다. 그들의 노력은 대부분의 남부 의원들의 격렬한 반대에 부딪혔는데 이들은 그들의 농장 경제에 중요한 제도를 폐지하려는 어떤 시도도 막았다. 격렬한 논쟁 끝에 의회 지도자들은 투표 없이 제안들을 제쳐두었고 이는 의회가 일반적으로 노예제 논의를 피하는 선례를 만들었다. 의회는 워싱턴 행정부 동안 노예제와 관련된 두 가지 법안을 통과시켰다. 1793년 도망 노예법은 도망하는 노예를 돕는 것을 연방 범죄로 규정하고, 도망 노예가 주인에게 반환되는 법적 시스템을 확립했다. 그리고 1794년 노예 무역법은 노예를 해외로 수출하는 것을 금지함으로써 노예 운송에 대한 미국의 개입을 제한했다.

### 북서 인디언 전쟁
|                 |                  |
| 족장 미시키나카 | 소장 앤서니 웨인 |

1785년 공유지 조례가 채택된 후 미국 정착민들은 앨러게니산맥을 넘어 원주민이 거주하는 땅, 즉 영국이 독립 전쟁이 끝날 때 미국에 할양한 땅(북서부 영토)으로 자유롭게 이동하기 시작했다. 그 과정에서 그들은 부족 연합의 끈질기고 종종 폭력적인 저항에 부딪혔다. 1789년 (워싱턴이 취임하기 전), 부족들의 불만을 해결하기로 되어 있던 하마르 요새 조약이 체결됐다. 이 새로운 조약은 정착민과 원주민 간의 대치로 인한 개척지의 폭력 사태를 거의 막지 못했고 이듬해 워싱턴은 미국 육군에 미국의 주권을 집행하도록 지시했다. 헨리 녹스 전쟁부 장관은 준장 조시아 하마르에게 이 지역에 거주하는 쇼니족과 마이애미족 원주민에 대한 대대적인 공세를 시작하도록 명령했다. 1790년 10월, 그의 1,453명의 병력은 현재의 포트웨인 근처에 집결했다. 하마르는 존 하딘 대령 지휘 아래 400명의 병력만을 투입하여 약 1,100명의 전사로 구성된 원주민 군대를 공격했지만, 원주민 군대는 쉽게 하딘의 병력을 격파했다. 최소 129명의 병사가 사망했다.
패배에 대한 복수를 결심한 대통령은 북서부 영토의 주지사로 재직 중이던 아서 세인트 클레어 소장에게 1791년 3분기까지 더 강력한 노력을 기울이라고 명령했다. 병력과 보급품을 찾는 데 상당한 어려움을 겪은 후, 세인트 클레어는 마침내 준비가 됐다. 1791년 11월 4일 새벽, 그의 제대로 훈련되지 않은 병력은 약 200명의 캠프 팔로워들과 함께 현재 포트 리커버리 (오하이오주) 위치 근처에 야영하고 있었다. 미시키나카, 웨야피어센와, 테쿰세가 이끄는 약 2,000명의 전사로 구성된 원주민 군대는 신속하고 압도적인 힘의 과시로 공격했고, 미국인들을 공포에 질리게 하며 곧 그들의 방어선을 돌파했다. 세인트 클레어의 군대는 세 시간 동안의 교전에서 거의 전멸했다. 미국인 사상자율은 920명의 병사 및 장교 중 632명이 사망(69%), 264명이 부상당했다. 약 200명의 캠프 팔로워들 거의 모두가 학살되어 총 832명에 달했다.
어퍼캐나다의 영국 관리들은 원주민들의 성공에 기뻐하고 격려했는데, 그들은 수년 동안 원주민들을 지원하고 무장시켰다. 1792년 어퍼캐나다 부지사인 도체스터 경은 전체 영토와 뉴욕과 버몬트의 일부를 인디언 방어국으로 세울 것을 제안했다. 영국 정부는 이 제안을 받아들이지 않았지만 워싱턴 행정부에 미국이 연체된 부채를 지불하더라도 북서부 요새를 포기하지 않을 것이라고 통보했다. 또한 1794년 초, 영국은 마우미강을 따라 새로운 수비대인 마이애미 요새를 건설하여 저항 세력에 대한 존재감과 지지를 과시했다.
패배 소식에 격분한 워싱턴은 의회에 원주민 연합에 대한 성공적인 공격을 수행할 수 있는 군대를 창설하도록 촉구했고 의회는 1792년 3월 이를 실행했다. – 더 많은 육군 연대를 설립하고(미합중국 군단), 3년 징병제를 추가하며, 군인들의 급여를 인상했다. 다음 달 하원에서는 이 참사에 대한 조사 청문회를 열었다. 이는 연방 헌법 하에서 최초의 특별 의회 조사였다. 이후 의회는 두 가지 민병대법을 통과시켰다. 첫 번째 법은 대통령에게 여러 주의 민병대를 소집할 권한을 부여했고, 두 번째 법은 각 주의 18세에서 45세 사이의 모든 자유로운 백인 남성 시민은 거주하는 주의 민병대에 등록해야 한다고 규정했다.
다음으로 워싱턴은 "매드" 앤서니 웨인 소장에게 미합중국 군단의 지휘권을 맡기고 서부 연합에 대한 새로운 원정을 시작하도록 명령했다. 웨인은 펜실베이니아주 리전빌의 육군 최초의 정식 기초군사훈련 시설에서 몇 달 동안 병사들을 군사 기술, 숲속 전투 전술, 훈련으로 훈련시킨 후 서쪽으로 이끌었다. 1793년 말, 군단은 세인트 클레어의 패배 지점에 포트 리커버리 건설을 시작했고, 1794년 6월 30일 – 7월 1일, 미시키나카가 이끄는 원주민 공격으로부터 성공적으로 방어했다.

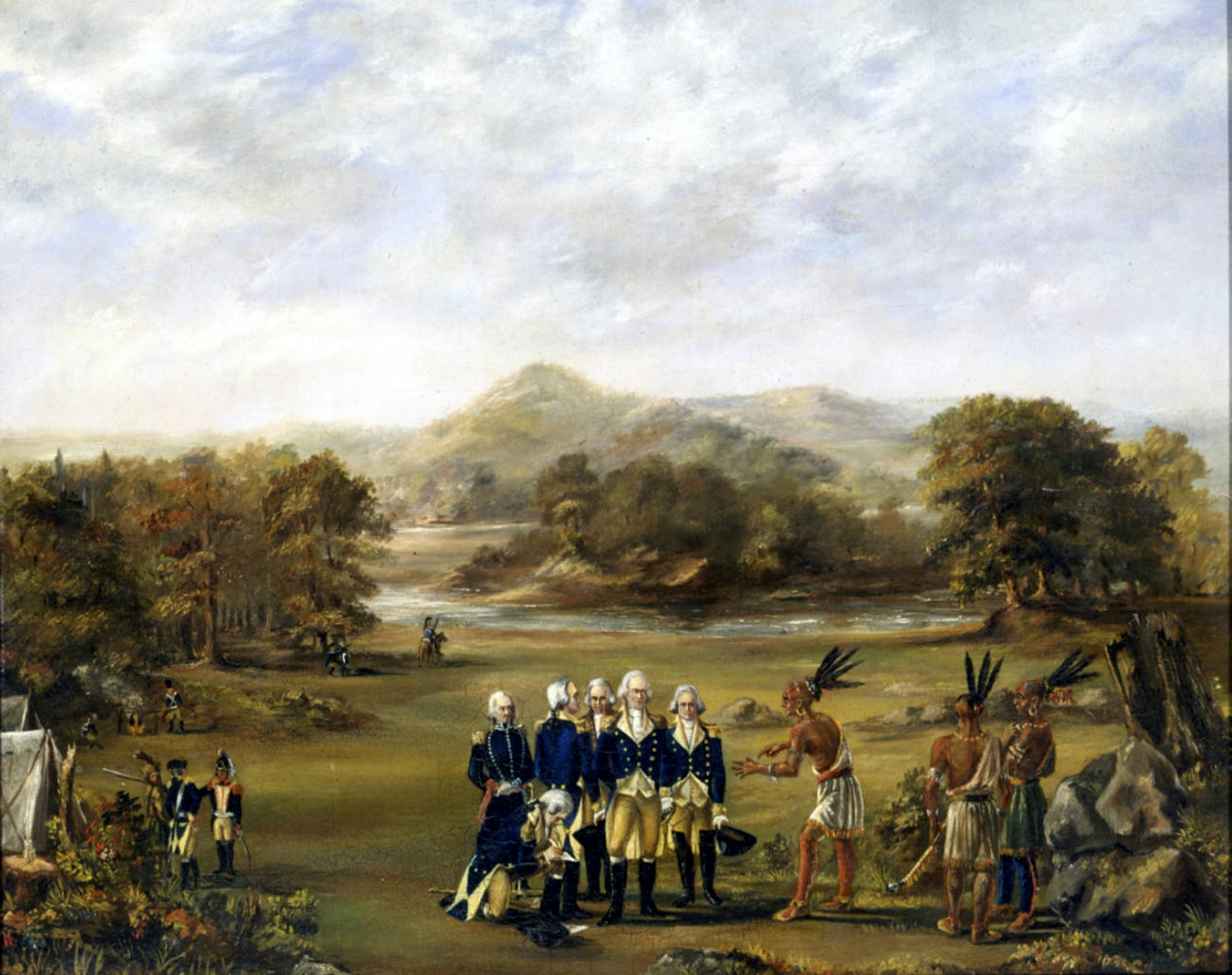
북서 인디언 전쟁을 끝낸 그린빌 조약 회담을 묘사한 유화

공세에 나선 군단은 숲을 가로질러 북쪽으로 진격하여 오글레이즈강과 마우미강의 합류점에 도달하자 – 마이애미 요새에서 남서쪽으로 약 45 마일 (72 km) 떨어진 지점 – 1794년 8월 8일 디파이언스 요새를 건설했는데 이는 블록하우스 보루가 있는 방책이었다. 거기서 그는 평화를 제안했지만 거부당했다. 웨인의 병사들은 마이애미 요새로 진격했고 1794년 8월 20일, 폴른 팀버스 전투로 알려지게 된 전투에서 웨야피어센와가 이끄는 원주민 연합군과 마주쳤다. 웨인의 군단에 대한 첫 공격은 성공적이었지만 빠르게 재편성하여 총검 돌격으로 공격을 밀어붙였다. 기병은 웨야피어센와의 전사들을 측면 공격했고 그들은 쉽게 격파했다. 그들은 마이애미 요새로 도망쳤지만 성문이 닫혀 있는 것을 보고 놀랐다. 요새의 영국인 지휘관은 미국과 전쟁을 시작할 의사가 없었으므로 그들을 돕기를 거부했다. 웨인의 군대는 결정적인 승리를 거두었다. 병사들은 철수하기 전에 며칠 동안 근처 원주민 마을과 작물을 파괴하는 데 보냈다.
옛 동맹국에게 문이 닫히자, 원주민 저항은 빠르게 무너졌다. 1130명의 연합 부족 대표들은 1795년 6월 그린빌 요새에서 평화 회의를 위해 모였다. 회의는 6주 동안 지속됐고, 1795년 8월 3일, 모인 부족들과 "미합중국 15개 주" 사이에 그린빌 조약이 체결됐다. 그 조건에 따라, 부족들은 현재 오하이오의 대부분을 미국 정착지로 할양했고 미국(영국이 아닌)을 이 지역의 지배 세력으로 인정했으며, 모든 백인 포로가 돌아올 때까지 10명의 추장을 미국 정부에 인질로 넘겼다. 이는 최근 체결된 제이 조약과 함께 영국이 독립 전쟁 이전부터 점유하고 있던 북서부 요새에서 철수하는 것을 규정하여 북서부 영토에 대한 미국의 주권을 확고히 했다. 보호된 땅에 통제되지 않은 백인 정착으로 인해 원주민들이 멸종 위기에 처했다고 믿은 워싱턴과 녹스는 그들을 미국 사회에 동화시키려 했다. 남서부에서 워싱턴은 1790년 뉴욕 조약과 홀스턴 조약과 같은 조약들을 통해 이러한 동화 정책을 추구했다.

## 외교

### 프랑스 혁명

#### 공개 토론

1789년 7월 14일 바스티유 습격은 프랑스 혁명의 시작을 알렸다. 워싱턴 대통령은 분쟁 기간 동안 미국을 중립으로 유지했다.

1789년 7월 14일 바스티유 습격과 함께 프랑스 혁명이 발발했다. 미국 대중은 독립 전쟁 중 프랑스가 제공한 지원을 기억하며 대체로 열광적이었고, 기존의 프랑스-미국 동맹을 공고히 하고 프랑스를 귀족적이고 군주제적인 영국에 대항하는 공화국 동맹국으로 변화시키기를 희망했다. 바스티유가 함락된 직후 주요 감옥 열쇠는 미국 독립 전쟁에서 워싱턴 밑에서 복무했던 프랑스인 라파예트 후작에게 전달되었다. 혁명의 성공 가능성에 대한 낙관주의를 표현하며 라파예트는 그 열쇠를 워싱턴에게 보냈고, 워싱턴은 이를 대통령 관저에 눈에 띄게 전시했다. 존 스케이 유스터스는 프랑스 혁명 소식을 그에게 계속 알려주었다.
카리브 제도에서 혁명은 프랑스 식민지인 생도맹그(현재의 아이티)를 불안정하게 만들었는데 이는 정부를 왕당파와 혁명파로 분열시키고 국민들이 시민권을 요구하도록 자극했기 때문이다. 기회를 감지한 생도맹그 북부의 노예들은 1791년 8월 22일 시작된 대규모 반란을 조직하고 계획했다. 그들의 성공적인 혁명은 아메리카 대륙에서 두 번째 독립 국가(미국에 이어)를 탄생시켰다. 반란이 시작된 직후 워싱턴 행정부는 프랑스의 요청에 따라 생도맹그에 돈, 무기, 식량을 보내 조난당한 노예 소유 식민지 주민들을 돕는 데 동의했다. 도망치는 프랑스인들이 아이티 노예들이 사람들을 살해했다는 소식을 퍼뜨리자, 많은 남부인들은 아이티에서의 성공적인 노예 반란이 미국에서 대규모 인종 전쟁으로 이어질 것이라고 믿었다. 생도맹그에 대한 미국의 지원은 독립 전쟁 대출금의 미국 상환의 일부를 형성했으며, 결국 약 40만 달러와 1,000정의 군용 무기에 달했다.
1790년부터 1794년까지 프랑스 혁명은 점점 더 급진적으로 변했다. 1792년 혁명 정부는 영국을 포함한 여러 유럽 국가에 전쟁을 선포하여 제1차 대프랑스 동맹을 시작했다. 그해 여름 늦게 파리와 다른 도시들에는 피비린내 나는 학살의 물결이 퍼져 천 명이 넘는 사람들이 사망했다. 1792년 9월 21일, 프랑스는 스스로를 공화국으로 선포했고 폐위된 루이 16세는 1793년 1월 21일 단두대에서 처형당했다. 이어서 1793년 여름부터 1794년 7월 말까지 일부 역사가들이 "공포 정치"라고 부르는 기간이 이어졌는데 이 기간 동안 혁명의 적이라고 고발된 사람들에게 16,594건의 공식 사형 선고가 집행됐다. 처형된 사람들 중에는 독립 전쟁 동안 미국 반군을 도왔던 사람들인데, 예를 들어 해군 사령관 데스탱 백작도 있었다. 바스티유 습격 이후 국민위병 총사령관으로 임명됐던 라파예트는 프랑스를 떠나 오스트리아에서 포로가 됐고, 혁명가들을 지지하기 위해 프랑스에 있던 토머스 페인은 파리에서 투옥됐다.
원래 대부분의 미국인들은 혁명을 지지했지만 미국 내에서 혁명의 본질에 대한 정치적 논쟁은 기존의 정치적 분열을 곧 악화시켰고, 친프랑스 및 친영국 노선에 따라 정치 엘리트가 정렬되는 결과를 초래했다. 토머스 제퍼슨은 혁명의 공화주의적 이상을 찬양하는 친프랑스 파벌의 지도자가 됐다. 원래 혁명을 지지했지만 알렉산더 해밀턴은 곧 혁명을 회의적으로("절대적 자유가 절대적 폭정으로 이어질 것"이라고 믿었다) 보았고 영국과의 기존 상업적 유대를 유지하려 노력하는 파벌을 이끌었다. 프랑스가 영국에 선전포고했다는 소식이 미국에 전해지자, 사람들은 미국이 프랑스 편에 서서 전쟁에 참여해야 할지 여부를 두고 분열됐다. 제퍼슨과 그의 파벌은 프랑스를 돕기를 원했지만 해밀턴과 그의 추종자들은 분쟁에서 중립을 지지했다. 제퍼슨주의자들은 해밀턴, 애덤스 부통령, 심지어 대통령까지 영국 편, 군주주의자, 그리고 모든 진정한 미국인이 소중히 여기는 공화주의적 가치의 적이라고 비난했다. 해밀턴주의자들은 제퍼슨의 공화당원들이 미국에서 프랑스 혁명의 공포를 재현할 것이라고 경고했다. – "무정부 상태와 유사한 군중 통치"와 "사회와 정부의 모든 질서와 계급"의 파괴를 경고했다.

#### 미국의 중립
워싱턴 대통령은 미국이 주요 유럽 강대국과의 또 다른 전쟁을 치르기에는 너무 약하고 불안정하다고 믿었기 때문에 어떤 외교적 개입도 피하고 싶어했지만 상당수의 미국 대중들은 프랑스와 그들의 "자유, 평등, 박애"를 위한 싸움을 돕기를 원했다. 워싱턴의 두 번째 취임 직후, 프랑스 혁명 정부는 미국에 "시민 주네"라고 불리는 외교관 에드몽샤를 주네를 보냈다. 주네의 임무는 프랑스 대의를 위한 지지를 얻는 것이었다. 주네는 미국 선박에 사략장과 보복장을 발급하여 영국 상선을 나포할 수 있도록 했다. 그는 주요 도시들에 민주공화당 사회의 네트워크를 구축하여 대중의 정서를 영국에 대항하는 프랑스 전쟁에 대한 미국 개입으로 돌리려 했다.
워싱턴은 이러한 전복적인 간섭에 깊이 분개했으며 주네가 직접적인 대통령 명령에 반하여 필라델피아에서 프랑스가 후원하는 전함이 출항하도록 허용하자, 워싱턴은 프랑스에 주네를 소환할 것을 요구했다. 이때 혁명은 더욱 폭력적인 양상을 띠고 있었고, 주네는 프랑스로 돌아갔다면 처형되었을 것이다. 그는 워싱턴에게 호소했고, 워싱턴은 그가 머무는 것을 허락하여 그를 미국에서 피난처를 찾은 첫 번째 정치 난민으로 만들었다. 주네의 실제 효과는 논란이 되어왔는데, 포레스트 맥도날드는 "주네는 1793년 4월 8일 찰스턴에 도착했을 때 거의 쓸모 없게 되었다"고 썼다.
주네 사건 동안 워싱턴은 내각과 협의한 후 1793년 4월 22일 중립 선언을 발표했다. 이 선언에서 그는 영국과 프랑스 간의 분쟁에 대해 미국이 중립임을 선언했다. 그는 또한 전쟁 중인 어떤 국가를 돕는 미국인에 대해서도 법적 절차를 위협했다. 워싱턴은 결국 영국이나 프랑스 중 한 쪽을 지지하는 것이 거짓 이분법임을 인식했다. 그는 어느 쪽도 지지하지 않음으로써 신생 미국을, 그의 관점에서, 불필요한 해악으로부터 보호했다. 이 선언은 1794년 중립법에 의해 법으로 공식화되었다.
워싱턴의 중립 선언에 대한 대중의 의견은 엇갈렸다. 매디슨과 제퍼슨을 지지하는 사람들은 프랑스 혁명을 지지하는 경향이 훨씬 강했는데 그들은 이를 국가가 폭군적 통치로부터 자유를 얻을 기회로 보았다. 여러 상인들은 대통령이 혁명에 대해 중립을 유지하기로 결정한 것에 매우 기뻐했다. 그들은 정부가 전쟁에 대해 입장을 취한다면 영국과의 무역 관계가 완전히 파괴될 것이라고 믿었다. 이러한 경제적 요소는 많은 연방주의 지지자들이 영국과의 갈등 심화를 피하고자 한 주된 이유였다. 해밀턴은 중립 선언을 지지하며 내각 회의에서 그리고 신문에서 "파시피쿠스"라는 가명으로 옹호했다. 그는 워싱턴에게 선언을 발표하도록 권장하며 "평화의 지속, 즉 평화에 대한 욕구가 보편적이고 열렬하다고 말할 수 있는 것"의 필요성을 강의했다.

### 영국과의 관계

#### 압류 및 경제 보복
프랑스와 전쟁을 시작하자 영국 영국 왕립 해군은 프랑스 항구로 향하는 중립국 선박들을 가로채기 시작했다. 프랑스는 많은 양의 미국 식량을 수입했고, 영국은 이러한 선적을 가로챔으로써 프랑스를 굶주림으로 패배시키기를 희망했다. 1793년 11월, 영국 정부는 이러한 압류 범위를 프랑스령 서인도 제도와 거래하는 모든 중립 선박, 즉 미국 국기를 달고 있는 선박까지 확대했다. 다음 3월까지 250척 이상의 미국 상선이 압류되었다. 미국인들은 격분했고 여러 도시에서 격렬한 시위가 벌어졌다. 의회 내 많은 제퍼슨주의자들은 선전포고를 요구했지만, 제임스 매디슨 의원은 모든 영국과의 무역에 대한 금수 조치를 포함한 강력한 경제 보복을 요구했다. 이 문제가 논의되는 동안 캐나다 총독 도체스터 경이 북서부 영토의 원주민 부족들을 미국에 대항하도록 선동하는 선동적인 연설을 했다는 소식이 전해져 의회 내 반영국 정서가 더욱 고조됐다.
의회는 이러한 "폭거"에 대응하여 미국 항구에서 모든 선적(외국 선박과 국내 선박 모두)에 대해 30일간의 금수 조치를 통과시켰다. 그 사이 영국 정부는 11월 명령의 영향을 부분적으로 폐지하는 추밀원령을 발표했다. 이러한 정책 변경은 상업적 보복을 위한 전체 운동을 무산시키지는 않았지만 열기를 다소 식혔다. 금수 조치는 나중에 두 번째 달까지 갱신됐지만 그 후 만료되도록 허용했다. 영국의 더 화해적인 정책에 대한 응답으로, 워싱턴은 전쟁을 피하기 위해 대법원장 존 제이를 영국에 대한 특사로 임명했다. 이 임명은 제퍼슨주의자들의 분노를 불러일으켰다. 미 상원에서 무난한 표차(18-8)로 인준되었음에도 불구하고, 지명에 대한 논쟁은 격렬했다.

#### 제이 조약
제이는 알렉산더 해밀턴으로부터 미국 선박 압류에 대한 보상을 요구하고 중립 선박 압류를 규율하는 규칙을 명확히 하라는 지시를 받았다. 그는 또한 영국이 북서부의 기지들을 포기하도록 주장해야 했다. 그 대가로 미국은 혁명 이전 영국 상인과 신하들에게 빚진 부채에 대한 책임을 질 것이었다. 그는 또한 제이에게 가능하면 미국 선박이 영국령 서인도 제도에 제한적으로 접근할 수 있도록 요청했다. 제이와 영국 외무장관인 그렌빌 경은 1794년 7월 30일 협상을 시작했다. 몇 주 후 체결된 이 조약은 흔히 제이 조약으로 알려져 있으며, 제이의 말에 따르면 "공평하고 공정하다"고 했다. 양측 모두 많은 목표를 달성했으며, 몇 가지 문제는 중재에 넘겨졌다. 영국에게 미국은 중립을 유지하며 경제적으로 영국에 더 가까워졌다. 미국인들은 또한 영국 수입품에 유리한 대우를 보장했다. 그 대가로 영국은 1783년까지 철수하기로 되어 있던 서부 요새에서 철수하는 데 동의했다. 그들은 또한 서인도 제도의 항구를 더 작은 미국 선박에 개방하고, 소형 선박이 프랑스령 서인도 제도와 거래하는 것을 허용하며, 압류된 선박에 대한 미국의 주장과 1775년 이전에 발생한 부채에 대한 영국의 주장을 판결할 위원회를 설립하는 데 동의했다. 조약에는 강제 징집에 대한 양보나 미국 선원들의 권리 명시가 포함되어 있지 않았기 때문에, 나중에 이러한 문제와 국경 문제를 해결하기 위한 또 다른 위원회가 설립되었다.

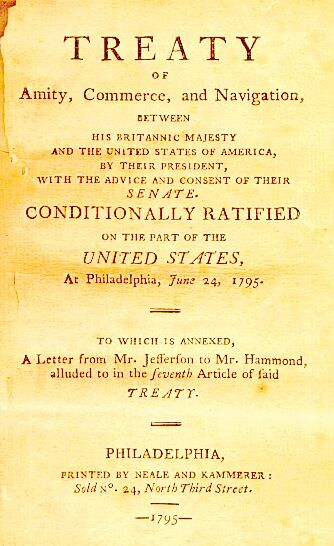
1795년 제이 조약의 내용을 담은 소책자 표지

1795년 3월 조약이 필라델피아에 도착하자, 조약 조건에 대해 의구심을 품었던 워싱턴은 상원이 조언과 동의를 주기 위해 소집될 때까지 그 내용을 6월까지 기밀로 유지했다. 피터 트루보위츠는 이 몇 달 동안 워싱턴이 지정학과 국내 정치를 균형 있게 다루는 "전략적 딜레마"와 씨름했다고 기술했다. "그가 조약을 지지하면 당파적 분노로 인해 취약한 정부가 내부에서 파괴될 위험이 있었다. 그가 정치적 비판자들을 잠재우기 위해 조약을 보류하면 영국과의 전쟁이 일어날 가능성이 있었고, 이는 외부에서 정부를 파괴할 잠재력을 가지고 있었다." 6월 8일에 제출된 조약의 27개 조항에 대한 논의는 비밀리에 진행되었고, 2주 이상 지속되었다. 영국을 전쟁 직전까지 몰아붙이기를 원했던 공화당 상원의원들은 제이 조약을 미국의 위신에 대한 모욕이자 프랑스와의 1778년 동맹 조약의 부인이라고 비난했다. 뉴욕의 에런 버는 전체 합의가 왜 재협상되어야 하는지에 대해 조항별로 주장했다. 6월 24일, 상원은 20대 10으로 조약을 승인했는데 이는 비준에 필요한 정확한 3분의 2 다수 투표였다.
상원은 워싱턴이 조약에 서명할지 여부를 결정할 때까지 조약을 비밀로 유지하기를 희망했지만 조약은 필라델피아 편집자에게 유출되어 6월 30일 전문이 인쇄됐다. 대중이 조약의 조건을 알게 되자, 새뮤얼 모리슨의 말에 따르면 "제이가 조국을 배신했다는 분노의 아우성이 터져 나왔다" 라고 밝혔다. 조약에 대한 반응은 남부에서 가장 부정적이었다. 영국에 독립 이전의 빚을 지고 있었고, 독립 전쟁 중 영국으로 도망친 노예들에 대한 보상을 받을 수 없게 된 남부 농장주들은 이를 큰 치욕으로 여겼다. 그 결과, 연방주의자들은 농장주들 사이에서 얻었던 대부분의 지지를 잃었다. 공화당원들이 조직한 시위에는 탄원서, 선동적인 팸플릿, 그리고 주요 도시에서 열린 일련의 공개 회의가 포함되었으며, 각 회의는 대통령에게 기념비를 보냈다. 조약 반대자들의 시위가 격화되자, 워싱턴의 초기 중립적 입장은 확고한 조약 찬성 입장으로 바뀌었고, 해밀턴의 조약에 대한 정교한 분석과 조약을 홍보하는 24개의 신문 에세이가 도움이 됐다. 영국은 조약 서명을 촉진하기 위해 랜돌프가 프랑스에서 뇌물을 받았다는 사실을 밝히는 편지를 전달했다. 랜돌프는 내각에서 사임해야 했고, 조약에 대한 그의 반대는 무의미해졌다. 8월 24일, 워싱턴은 조약에 서명했다. 그 후 제이 조약 열풍은 일시적으로 잠잠해졌다. 1796년 말까지 연방주의자들은 조약에 반대하는 서명보다 두 배 많은 서명을 확보했다. 여론은 조약을 지지하는 쪽으로 기울었다. 다음 해, 하원이 논쟁에 개입하면서 다시 불붙었다. 새로운 논쟁은 조약의 장점뿐만 아니라 하원이 헌법에 따라 상원이 비준하고 대통령이 서명한 조약에 필요한 자금을 할당하는 것을 거부할 권한이 있는지 여부에 대한 것이었다. 헌법상의 재정 권한 (제1조 제7절)을 인용하며, 하원은 대통령에게 제이에게 내린 지시, 모든 서신, 그리고 조약 협상과 관련된 모든 기타 문서를 포함하여 조약과 관련된 모든 문서를 넘겨줄 것을 요청했다. 그는 나중에 행정 특권으로 알려진 것을 발동하여 이를 거부했고, 하원이 조약을 막을 헌법적 권한이 없다고 주장했다. 격렬한 논쟁이 이어졌고, 워싱턴의 가장 격렬한 하원 내 반대자들은 공개적으로 그의 탄핵을 요구했다. 이 모든 것을 통해 워싱턴은 그의 명성, 정치적 기술, 그리고 직무의 힘을 성실하고 솔직하게 사용하여 그의 입장에 대한 대중의 지지를 확대함으로써 비판론자들에게 대응했다. 연방주의자들은 이 조약의 통과를 강력히 추진했는데, 포레스트 맥도날드는 이를 "국가가 지금까지 경험했던 가장 강도 높은 압력 정치 캠페인"이라고 불렀다. 4월 30일, 하원은 51대 48로 필요한 조약 자금 지원을 승인했다. 제퍼슨주의자들은 조약과 "친영 연방주의 정책"에 대한 캠페인을 1796년의 정치 캠페인(주 및 연방 모두)으로 이어갔고, 그곳에서 제1차 정당 체계를 특징짓는 정치적 분열이 명확해졌다.
이 조약은 신생 국가를 프랑스로부터 멀어지게 하고 영국 쪽으로 기울게 했다. 프랑스 총재정부는 이 조약이 1778년 프랑스-미국 조약을 위반했으며 미국 정부가 압도적인 대중의 반대에도 불구하고 이 조약을 수용했다고 결론지었다. 이는 이후 4년 동안 일련의 외교적, 정치적 갈등을 야기했으며, 결국 유사전쟁으로 이어졌다. 제이 조약은 또한 미국이 국경 지대를 통제하는 데 도움이 됐다. 조약 체결 후 영국은 여러 원주민 부족에 대한 지원을 철회했고 스페인은 제이 조약이 영미 동맹의 형성을 의미한다고 우려하여 미국을 달래려 했다.

### 바르바리 해적
독립 전쟁이 끝난 후 대륙해군의 함선들은 점차 처분했고 그 승무원들은 해산됐다. 1783년 전쟁의 마지막 발포를 했던 프리깃 Alliance는 해군에 남아있던 마지막 함선이었다. 대륙회의의 많은 이들은 이 함선을 현역으로 유지하기를 원했지만 수리 및 유지 보수에 필요한 자금 부족과 국가 우선 순위의 변화로 인해 결국 이러한 바람은 좌절됐다. 이 함선은 1785년 8월에 매각되면서 해군은 해체됐다. 거의 동시에 서부 지중해와 남동부 북대서양의 미국 상선들은 해적들, 즉 북아프리카의 소위 바르바리 해안의 항구들 – 알제, 트리폴리, 튀니스에서 활동하는 해적들로 인해 어려움을 겪기 시작했다. 1784~85년, 알제리 해적선들이 미국 선박 두 척(마리아와 도팽)을 나포하고 그 승무원들을 인질로 잡고 몸값을 요구했다. 당시 프랑스 공사였던 토머스 제퍼슨은 지중해에서 미국 선박을 보호하기 위한 미국 해군력 창설을 제안했지만 그의 권고는 처음에는 무관심으로 받아들여졌고, 나중에 존 제이가 40문 함선 5척 건조를 제안한 것도 마찬가지였다. 1786년 말부터 포르투갈 해군은 지브롤터 해협을 통해 대서양으로 진입하려는 알제리 선박을 봉쇄하기 시작했고 이는 미국 상선에 임시적인 보호를 제공했다.
미국 상선에 대한 해상강도는 1776년 이전에는 문제가 되지 않았는데 당시 13개 식민지의 선박들은 영국 전함과 조약의 보호를 받았기 때문이다(독립 전쟁 중에도 문제가 되지 않았는데, 프랑스 해군이 동맹 조약의 일부로 책임을 맡았기 때문이다). 미국이 독립을 달성한 후에야 바르바리 해적들이 미국 선박을 나포하고 몸값이나 조공을 요구하기 시작했다. 또한 프랑스 혁명이 시작되자 영국 해군은 프랑스와 거래하는 것으로 의심되는 미국 상선을 가로채기 시작했고, 프랑스는 영국과 거래하는 것으로 의심되는 미국 상선을 가로채기 시작했다. 무방비 상태였던 미국 정부는 저항할 수 있는 것이 거의 없었다. 이러한 사건들에도 불구하고 의회에서는 해군력 창설에 대한 큰 저항이 있었다. 반대자들은 바르바리 국가에 조공을 지불하는 것이 해군을 건설하는 것보다 더 나은 해결책이라고 주장했는데 해군 건설은 해군부와 이를 운영할 인력에 대한 요구로 이어져 결국 통제 불능 상태로 치닫아 "스스로를 먹는 실체"를 낳을 것이라고 주장했다. 그러다가 1793년, 포르투갈과 알제리 간에 협상된 휴전으로 포르투갈의 지브롤터 해협 봉쇄가 끝났고 바르바리 해적들은 대서양을 활보할 수 있게 됐다. 몇 달 안에 그들은 11척의 미국 선박과 100명 이상의 선원을 나포했다.
이러한 모든 사건의 누적으로 워싱턴은 의회에 상설 해군 창설을 요청하게 됐다. 격렬한 논쟁 끝에, 의회는 1794년 3월 27일 해군 무장법을 통과시켜 6척의 프리깃함 건조를 승인했다(이들은 조슈아 험프리스에 의해 건조될 예정이었다). 이 함선들은 오늘날의 미국 해군의 시초가 된 첫 번째 함선들이었다. 그 직후, 의회는 또한 알제리와의 조약을 체결하고 억류된 미국인들을 몸값으로 돌려보내기 위한 자금을 승인했다(당시 199명이 살아있었고, 마리아호와 도팽호의 몇몇 생존자들도 포함됐다). 1795년 9월에 비준된, 억류된 사람들의 귀환과 알제리와의 평화에 대한 최종 비용은 642,000달러였고, 연간 조공으로 21,000달러가 추가되었다. 대통령은 이 협정에 불만을 품었지만 미국이 동의할 수밖에 없다는 것을 깨달았다. 1796년 트리폴리 조약과 1797년 튀니스와도 조약이 체결됐으며, 각각 공격으로부터 보호받기 위해 연간 미국 조공 지불 의무가 있었다. 새로운 해군은 워싱턴이 퇴임한 후에야 배치될 예정이었다. 완성된 첫 두 프리깃함은 1797년 5월 10일 진수된 USS 유나이티드 스테이츠 (1797)와 1797년 10월 21일 진수된 USS 컨스티튜션이었다.

### 스페인과의 관계

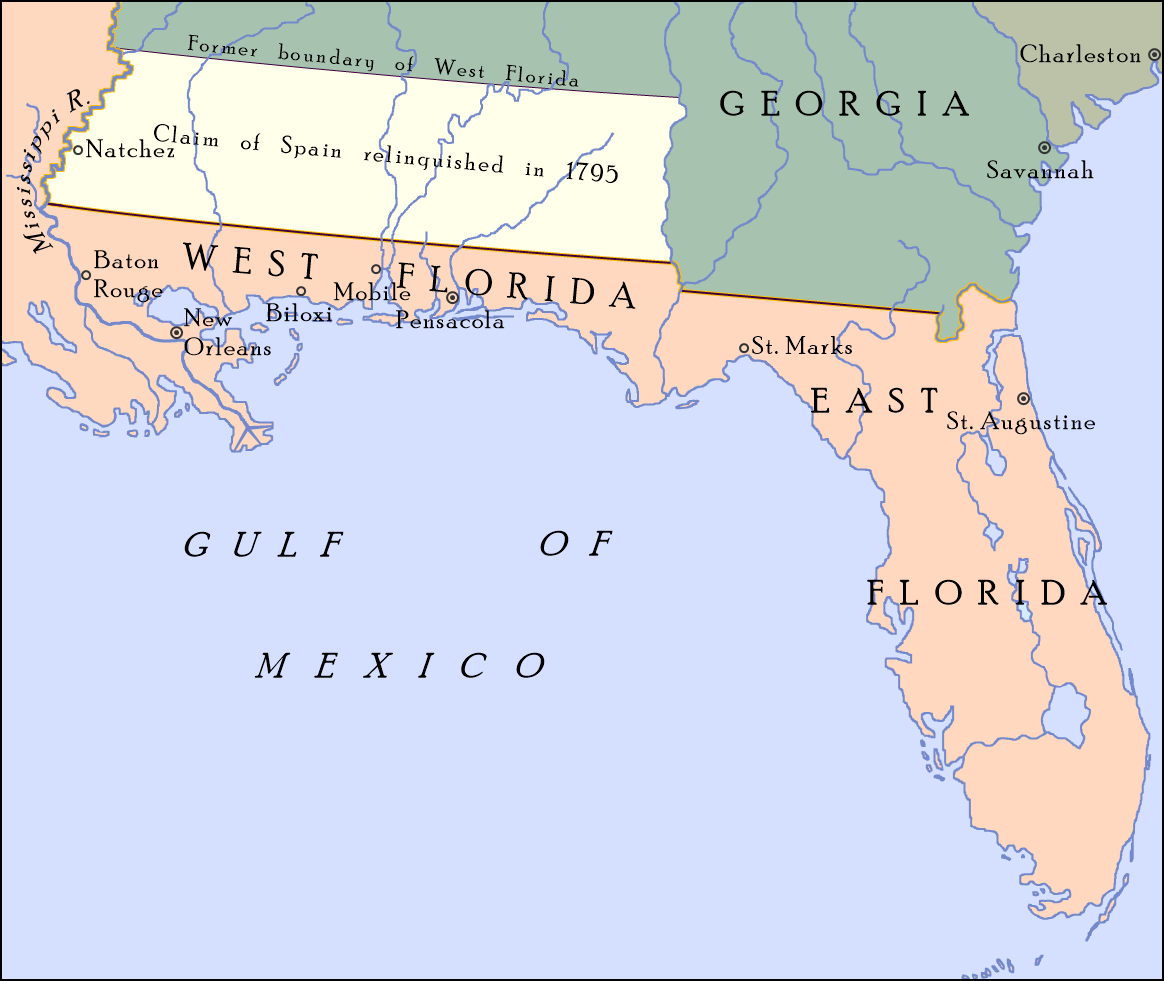
핑크니 조약 (1796년 8월 3일 발효)은 미국과 스페인령 플로리다 사이의 국경을 정했다. 이 합의로 스페인은 애팔래치아산맥과 미시시피강 사이의 국경선 북쪽의 넓은 땅에 대한 주장을 포기했다.

1780년대 후반, 조지아주는 애팔래치아 산맥 너머의 영토 주장을 확고히 하고 그 땅을 개발하려는 시민들의 요구를 충족시키기 위해 열심이었다. 조지아가 주장하는 영토는 "야주 땅"으로 불렸으며, 애팔래치아 산맥 서쪽에서 미시시피 강까지 이어졌고, 현재의 앨라배마주와 미시시피주 대부분(북위 31도와 북위 35도 사이)을 포함했다. 이 지역의 남부 지역은 스페인에 의해 스페인령 플로리다의 일부라고도 주장했다. 이 지역에 대한 조지아의 목표를 달성하려는 노력 중 하나는 조지 매튜스 주지사와 조지아 주의회가 1794년에 개발한 계획이었다. 이는 곧 "야주 땅 사기 사건"으로 알려진 주요 정치 스캔들이 됐다.
스페인은 1763년부터 미시시피강 서쪽의 땅을 통제했다. 이 땅들은 스페인령 루이지애나와 뉴올리언스로 구성되어 있었다. 영국은 1763년부터 1783년까지 미시시피강 동쪽, 영국령 플로리다를 멕시코만 북쪽으로 통제했다. 스페인은 북위 31도 남쪽의 영국령 플로리다를 차지하고 그 나머지를 – 북쪽으로 북위 32도 22분 (미시시피강과 야주강의 합류점)까지 – 주장했다. 그 후 스페인은 미국 정착민의 이 지역 이주를 늦추고, 이미 그곳에 있는 사람들을 미국에서 탈퇴하도록 유혹하려 했다. 이를 위해 1784년 스페인은 미시시피 강을 따라 내려오는 미국 상품에 대해 뉴올리언스를 폐쇄했는데 이는 많은 미국 정착민이 생산하는 상품의 유일한 생존 가능한 출구였으며, 야주 지역의 원주민 부족들에게 무기를 판매하기 시작했다.
워싱턴이 1793년 중립 선언을 발표한 후, 그 해 말 영국과 프랑스 간의 전쟁에 스페인이 참여할 것을 우려했다. 스페인이 영국과 협력하여 야주에서 미국에 대항하는 반란을 선동하고, 미시시피 강을 통한 무역 개방을 유인책으로 사용할 수도 있다고 생각했다. 그러나 동시에 1794년 중반 스페인은 영국과의 동맹에서 벗어나 프랑스와 평화를 회복하려 시도했다. 스페인의 총리 마누엘 고도이가 그렇게 하려 할 때 그는 존 제이의 런던 파견 소식을 듣고 그 협상이 영미 동맹과 북미 스페인 영토 침공으로 이어질 것을 우려했다. 화해의 필요성을 느낀 고도이는 미국 정부에 새로운 조약을 협상할 권한을 가진 대표를 보내달라고 요청했고 워싱턴은 1795년 6월 토머스 핑크니를 스페인으로 보냈다.
제이 조약이 체결된 지 11개월 후, 미국과 스페인은 핑크니 조약으로도 알려진 산 로렌조 조약에 합의했다. 1795년 10월 27일에 체결된 이 조약은 미국과 스페인 간의 평화와 우호 관계를 확립하고, 동플로리다 및 서플로리다 스페인 식민지와 미국의 남부 경계를 설정했으며, 스페인은 북위 31도 북쪽 서플로리다 지역에 대한 주장을 포기했다. 또한 서부 미국의 국경을 북부 미국에서 북위 31도까지 미시시피강을 따라 설정했다.
아마도 가장 중요하게는, 핑크니 조약은 스페인과 미국 선박 모두에게 미시시피강 전체에 대한 무제한 항해권을 부여했으며, 스페인의 뉴올리언스 항구를 통해 미국 선박이 무관세 운송을 할 수 있도록 허용하여 오하이오강 유역의 많은 부분을 정착과 무역에 개방했다. 이제 농산물은 오하이오강을 따라 미시시피강으로 흘러 뉴올리언스로 갈 수 있었다. 그곳에서 상품은 전 세계로 운송될 수 있었다. 스페인과 미국은 또한 자국 영토 내 어디에서든 상대방의 선박을 보호하고, 상대방의 시민이나 선박을 구금하거나 억류하지 않기로 합의했다.
최종 조약은 또한 식민지 관리들이 분쟁 지역의 원주민들에게 약속했던 군사적 지원에 대한 스페인의 보증을 무효화하여 원주민 공동체가 자신들의 땅에 대한 침략에 저항할 능력을 크게 약화시켰다. 이 조약은 워싱턴 행정부의 큰 승리였고, 제이 조약에 대한 많은 비판론자들을 달래주었다. 또한 미국 정착민들이 개척 지역을 더욱 매력적이고 수익성 있게 만듦으로써 서쪽으로 계속 이동하도록 가능하게 하고 장려했다. 스페인이 조약을 통해 주장권을 포기한 지역은 1798년 4월 7일 의회에 의해 조직된 미시시피 준주가 됐다.

## 대통령 관저 및 순방

### 관저
워싱턴의 아내 마사 워싱턴은 마운트 버넌에서의 업무 감독 외에도 연방 수도의 대통령 관저를 관리했다. 종종 "워싱턴 부인"이라고 불렸는데("퍼스트 레이디"라는 용어는 19세기 중반까지 일반적으로 사용되지 않았다), 마사는 또한 주간 공개 살롱을 조직하여 방문하는 외교관, 의회 의원, 지역 사회 시민들과 만났다. 애비게일 애덤스가 썼듯이, 이러한 리셉션은 마사를 "숭배와 존경의 대상"으로 만들었다. 마사는 대통령을 위해 주간 리비도 조율했다. 대중에게 대통령과의 접촉 기회를 제공하고 대통령직의 위엄 있는 이미지를 투영하기 위해 고안했지만 이러한 리셉션도 거센 비판을 받았다. 반대 신문들은 이를 군주적이고 낭비적이라고 비난했다. 그럼에도 불구하고 이 모임은 수도의 사교계에서 중요한 부분이 됐고 워싱턴의 대통령 재임 기간 내내 계속됐다.
워싱턴과 그의 가족은 대통령 재임 기간 동안 아래 세 곳의 관저에서 살았다.
| 거주지 및 위치 | 거주지 및 위치                                                  | 기간                               | 비고 |
| -------------- | --------------------------------------------------------------- | ---------------------------------- | --- |
|                | 새뮤얼 오스굿 하우스 체리 스트리트 3번지 뉴욕, 뉴욕주           | 1789년 4월 23일 – 1790년 2월 23일  | 의회는 새뮤얼 오스굿으로부터 연간 845달러에 이 집을 임대했다.                                                                                                 |
|                | 알렉산더 매콤 하우스 브로드웨이 39–41번지 뉴욕, 뉴욕주          | 1790년 2월 23일 – 1790년 8월 30일  | "퍼스트 패밀리"는 엘레노르프랑수아엘리, 무스티에 백작이 프랑스로 돌아가자 이 더 크고 편리한 집으로 이사했다.                                                  |
|                | 대통령 관저 마켓 스트리트 524–30번지 필라델피아, 펜실베이니아주 | 1790년 11월 27일 – 1797년 3월 10일 | 워싱턴은 그의 수많은 노예 중 9명을 필라델피아로 데려와서 수도와 마운트 버넌 사이를 순환시킴으로써 1788년 점진적 노예 폐지법의 펜실베이니아 개정안을 회피했다. |

### 순방
워싱턴은 전국적으로 세 차례의 주요 순방을 했다. 첫 번째는 뉴잉글랜드(1789년), 두 번째는 로드아일랜드와 뉴욕시(1790년), 세 번째는 메릴랜드, 버지니아, 조지아, 노스캐롤라이나, 사우스캐롤라이나 등 남부 주(1791년)였다. 그의 주요 목표는 "나라의 주요 특징과 내부 상황"에 대해 스스로 배우고, "정치적 주제에 대해 유용한 정보와 조언을 줄 수 있는 잘 알려진 사람들"을 만나는 것이었다.
워싱턴은 자신이 남부 출신이었기 때문에 북부 주들을 먼저 방문하기로 결정했다. 1789년 9월 의회가 휴회에 들어가자 워싱턴은 뉴잉글랜드로 여행을 떠났는데 첫 기착지는 뉴헤이븐이었다. 워싱턴은 보스턴으로 여행을 계속했고 그곳에서 많은 인파가 그를 환영했다. 보스턴에서 워싱턴은 북쪽으로 향하여 마블헤드와 세일럼에 들렀다. 보스턴에 도착한 지 약 일주일 후, 그는 북쪽으로 포츠머스로 여행했고, 월섬과 렉싱턴에 들러 뉴욕으로 돌아왔다. 이 여행은 성공적이었고, 그의 인기를 굳히고 건강을 증진시키는 데 기여했다. 뉴잉글랜드에 머무는 동안 워싱턴은 도로와 운하의 가능한 부지를 조사하고 섬유 공장을 관찰했다. 로드아일랜드가 1790년 헌법을 비준한 후, 워싱턴은 즉시 또 다른 순방을 떠나 그곳을 방문했다. 제퍼슨과 뉴욕 주지사 조지 클린턴과 함께 그는 먼저 뉴포트에 들렀고, 그 다음 프로비던스로 여행했다.
1791년, 워싱턴은 해밀턴의 경제 계획과 노예제에 대한 소란 속에서 주로 국가 통합을 증진하기 위해 남부를 순방했다. 이 여행은 1791년 3월 20일 워싱턴과 소수의 보좌관들이 세번강을 따라 항해를 시작하면서 전개됐다. 큰 폭풍우를 뚫고 항해한 후 그들은 애나폴리스에 도착했다. 애나폴리스에서 그들은 마운트 버넌으로, 거기에서 콜체스터 (버지니아주)로, 리치먼드 (버지니아주)로 여행했다. 리치먼드를 떠난 후 그들은 피터스버그로, 그 다음 그린스빌 (버지니아주)로 갔다. 그들은 버지니아를 떠나 크레이븐군으로 갔고, 그 다음 뉴번으로 갔다. 이 그룹의 노스캐롤라이나 마지막 기착지는 윌밍턴이었고 그 후 그들은 조지타운으로 여행했는데 이어서 찰스턴에 들렀다. 워싱턴은 1791년 이전에는 노스캐롤라이나 남쪽으로 여행한 적이 없었는데 찰스턴에서 따뜻한 환영을 받았다. 사우스캐롤라이나 이후, 워싱턴과 그의 일행은 조지아에 도착했고 (다른 곳들 중) 오거스타로 갔다. 5월 말, 그룹은 방향을 바꾸어 많은 독립 전쟁 전투지점과 모라바 공동체인 윈스턴세일럼에 들렀다. 1791년 6월 11일, 그들은 마운트 버넌으로 돌아왔다. 워싱턴의 남부 순방에는 연방 도시 부지에서 토지 구매 협상 및 부지 측정을 위한 두 번의 정차도 포함됐다.

## 연방에 가입한 주
1789년 봄 새로운 형태의 정부 하에서 연방 정부가 운영을 시작했을 때 노스캐롤라이나주와 로드아일랜드주는 헌법을 비준하지 않아 아직 연방의 회원이 아니었다. 두 주 모두 워싱턴 재임 중에 그렇게 함으로써 연방에 가입했다. 노스캐롤라이나는 1789년 11월 21일; 로드아일랜드는 1790년 5월 29일. 노스캐롤라이나는 스스로 가입했지만, 로드아일랜드는 연방 정부가 무역 관계를 단절하겠다고 위협한 후에야 연방에 가입했다.
워싱턴 재임 중 세 개의 새로운 주가 연방에 편입됐다(각 주들은 기존 주들과 동등한 지위를 가졌다). 1791년 3월 4일 버몬트주; 1792년 6월 1일 켄터키주; 그리고 1796년 6월 1일 테네시주이다.

## 고별 연설과 1796년 선거

### 고별 연설

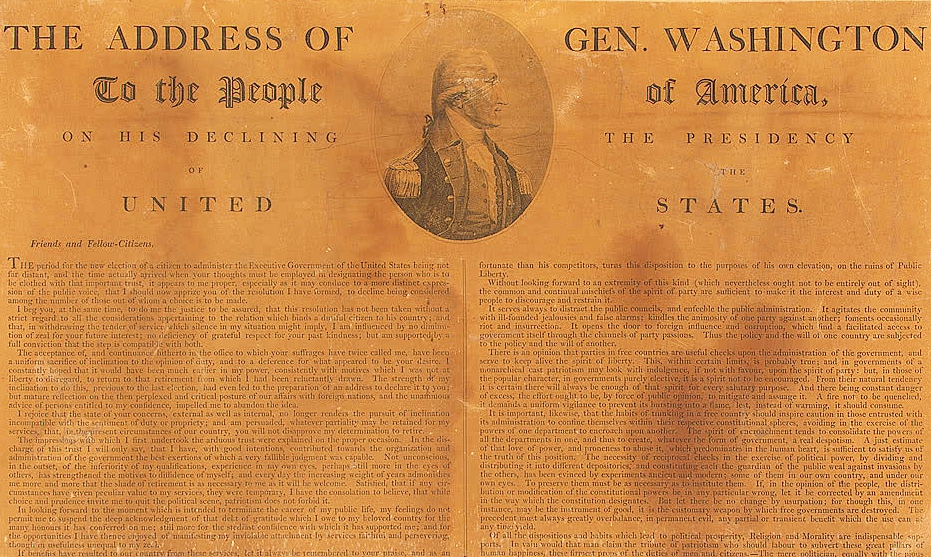
워싱턴의 고별 연설

1796년 두 번째 임기가 마지막 해로 접어들자, 워싱턴은 수년간의 공직 생활로 매우 지쳐 있었다. 정신적으로는 여전히 건강했지만 신체적인 면에서는 쇠퇴하기 시작했다. 워싱턴은 또한 제이 조약 체결 후 격화된 민주공화당 언론의 끊임없는 공격에 시달렸다. 아마도 가장 중요하게, 워싱턴은 대통령으로서의 주요 목표를 달성했다고 믿었다. 국가는 안정적인 경제, 서부 영토에 대한 강력한 통제, 그리고 외국과의 평화로운 관계를 가지고 있었다. 대통령이 재선에 도전하기를 희망했던 대부분의 연방주의자들의 바람과는 달리 워싱턴은 1796년 초 국가 비상사태로 강요받지 않는 한 은퇴하기로 결정했다. 그 해 늦게까지 공식 발표를 미뤘지만 고별 연설 초안을 작성하기 시작했다.
1783년 군사 임명 사임 결정과 마찬가지로 워싱턴의 자발적인 정치 권력 포기 결정은 중대한 일이었다. 당시 서구 세계의 국가 지도자들은 자발적으로 직함을 포기하는 경우가 드물었기 때문이다. 발표를 하고 이를 실행함으로써 워싱턴은 행정 권력의 민주적 이양에 대한 선례를 확립했다. 두 임기 후 그의 퇴임은 이후 미국 대통령들에게 패턴을 제시했다.
1792년 워싱턴이 한 임기 후 은퇴를 고려했을 때 대중에게 보낼 "고별 연설"을 작성하는 데에 있어 제임스 매디슨에게 도움을 요청했다. 이제 4년 후 워싱턴은 알렉산더 해밀턴에게 지도를 구했다. 몇 달 동안 해밀턴과 대통령은 연설의 형식과 문구에 대해 협력했다. 해밀턴의 초안 중 하나에는 당시 신문과 언론에 대한 날카로운 비판이 포함되어 있었는데, 이는 최종 완성된 편지에는 포함되지 않았다. 최종 결과물은 해밀턴의 전기 작가 마리 헤흐트가 기술했듯이 "두 사람 사이의 우정과 이해의 정점인 진정한 정신적 결혼이었다." 대부분의 역사가들은 언어는 주로 해밀턴의 것이지만, 아이디어는 본질적으로 워싱턴의 것이라고 믿는다. 이 연설은 1796년 9월 19일 데이비드 클레이풀의 《아메리칸 데일리 애드버타이저》에 게재됐다. 이는 즉시 미국 전역의 신문과 팸플릿으로 재인쇄됐다.
워싱턴은 처음에 자신이 세 번째 임기에 출마하지 않을 것임을 명확히 밝힌 후 동료 시민들에게 대통령으로 봉사할 기회를 주셔서 감사하다고 말했다. 그런 다음 워싱턴은 연방 보존, 즉 미국 국가성의 핵심이며 헌법과 함께 모든 미국인을 하나로 묶고 대중의 복지를 제공하는 것에 대해서도 기술했다. 국가 앞에 놓인 장애물과 잠재적 위험에 대해 우려하며 워싱턴은 국가 국민들에게 많은 차이점에도 불구하고 힘들게 얻은 공화정 정부 시스템을 소중히 여기고 보호할 것을 촉구했다.
The unity of government which constitutes you one people is also now dear to you. It is justly so; for it is a main pillar in the edifice of your real independence, the support of your tranquility at home, your peace abroad, of your safety, of your prosperity, of that very liberty which you so highly prize. But as it is easy to foresee that, from different causes and from different quarters, much pains will be taken, many artifices employed, to weaken in your minds the conviction of this truth; as this is the point in your political fortress against which the batteries of internal and external enemies will be most constantly and actively (though often covertly and insidiously) directed, it is of infinite moment that you should properly estimate the immense value of your national Union to your collective and individual happiness; that you should cherish a cordial, habitual, and immovable attachment to it; accustoming yourselves to think and speak of it as of the palladium of your political safety and prosperity; watching for its preservation with jealous anxiety; discountenancing whatever may suggest even a suspicion that it can in any event be abandoned; and indignantly frowning upon the first dawning of every attempt to alienate any portion of our country from the rest, or to enfeeble the sacred ties which now link together the various parts. 

위키문헌에 이 글과
관련된 원문이 있습니다.
조지 워싱턴 행정부

이 연설은 주로 그의 재임 중 정책에 대한 진술인데 특정 지점을 강조하기 위해 몇 가지 언급이 섞여 있다. 이 연설에서 그는 독립 전쟁 동안 주들 사이에서 싹트기 시작한 개념인 영구 연방을 영속시키기 위해 필요한 단계들을 제시했다. 그렇게 하면서 워싱턴은 잘 형성되고 기능하는 헌법(법치주의)과 국민의 올바른 습관과 성향(지적 및 종교적)을 필수적인 것으로 강조한다. 또한 연방에 대한 가장 큰 위협들을 제시하며 미국인들에게 정치적 파벌주의의 열정을 불신하고, 국가의 국내 문제에 대한 외국의 간섭을 경계하며, 얽매이는 외교 정책을 피할 것을 경고했다.
워싱턴이 1799년에 사망한 후 이 연설은 신문에 다시 게재됐고, 전국적으로 교과서와 워싱턴의 저술 및 전기 모음집에 포함됐다. 25년 후 제퍼슨과 매디슨 모두 이를 버지니아 대학교의 주요 독서 목록에 올렸는데 이를 미국 정부의 "뚜렷한 원칙"에 대한 "최고의 지침서" 중 하나로 묘사했다. 이 연설은 "미국 역사상 위대한 국정 문서" 중 하나가 됐으며 워싱턴이 퇴임한 후에도 교실과 다른 장소에서 종종 낭독됐다. 미국 상원은 매년 대통령의 날 (2월 22일)을 기념하여, 당을 번갈아 가며 한 명의 의원을 선정하여 의회 회기에서 이 연설을 낭독했다.
오늘날 이 연설은 주로 유럽 전쟁과 정치에 대한 불개입이라는 내용으로 기억하고 있다. 19세기 대부분 동안 대서양과 태평양의 넓이 덕분에 미국은 일종의 "자유로운 안보"를 누리며 구세계 분쟁에서 대체로 떨어져 있을 수 있었고, 사회적 관습으로 인해 현직 정치인들의 국제 여행은 금기시됐다. 이러한 제한은 20세기 초 연방 차원의 정책 입안자들이 국제 문제에서 국가의 역할을 재평가하기 시작하면서 허물어지기 시작했다. 첫 국제 대통령 순방은 1906년 시어도어 루스벨트에 의해 이루어졌고, 이후 제1차 세계 대전 동안 우드로 윌슨은 분쟁에 대한 미국의 개입과 평화로운 세계 질서 유지에 대한 미국의 이익을 주장했다. 그 이후로 미국은 외국과 수많은 동맹 조약을 체결했다.

### 1796년 선거
워싱턴이 1796년 9월 19일 3선 출마를 하지 않겠다고 발표한 것은 피셔 에임스 하원의원의 말에 따르면 "모자 떨어뜨리기 신호처럼 당의 경주마들이 출발하는 신호였다"라고 밝혔다. 이후 10주 동안 양측의 당원들은 선거인단 투표 결과에 영향을 미치기 위해 집중적이고 조직적인 노력을 기울였다. 이전 두 번의 대통령 선거와 마찬가지로 1796년에는 유권자들이 선택할 후보가 제시되지 않았다. 헌법은 선거인 선출을 규정했고, 그 후 이들은 대통령을 선출했다. 민주공화당의 명확한 선호 후보는 토머스 제퍼슨이었지만, 그는 출마를 매우 꺼려했다. 존 애덤스는 연방주의자들의 대다수 선택이었다.
의회 내 민주공화당은 지명 코커스를 개최하여 제퍼슨과 에런 버를 대통령 후보로 지명했다. 제퍼슨은 처음에는 지명을 거절했지만 몇 주 후에 출마에 동의했다. 의회 내 연방주의자 의원들은 비공식 지명 코커스를 개최하여 애덤스와 토머스 핑크니를 대통령 후보로 지명했다. 선거 운동은 대부분 조직적이지 않고 산발적이었으며, 신문 공격, 팸플릿, 정치 집회에 국한됐다. 네 명의 경쟁자 중 에런 버만이 적극적으로 선거 운동을 벌였다.
11월 초, 프랑스 주미 대사 피에르 아데트는 제퍼슨을 대신하여 정치 논쟁에 개입하여 반영국 정서를 불러일으키고 제퍼슨의 승리가 프랑스와의 관계 개선으로 이어질 것이라는 인상을 남기기 위한 성명을 발표했다. 그런 다음 선거 운동 후반에 알렉산더 해밀턴은 "애덤스보다 더 유연한 대통령"을 원하여 핑크니에게 선거를 기울이도록 조작했다. 그는 사우스캐롤라이나 연방주의 선거인들에게 자신의 아들 핑크니에게 투표하겠다고 약속하게 하고, 두 번째 투표를 애덤스 이외의 후보들에게 분산시키도록 강요했다. 해밀턴의 계획은 몇몇 뉴잉글랜드 주 선거인들이 이를 듣고 협의하여 핑크니에게 투표하지 않기로 합의하면서 좌절됐다.
선거인단 투표는 1797년 2월 8일 의회 합동 회의에서 개표됐다. 애덤스는 71표를 얻어 제퍼슨(68표, 부통령이 됨)을 근소한 차이로 이겨 대통령직을 차지했다. 나머지 선거인단 투표는 토머스 핑크니 (59표), 에런 버 (30표), 새뮤얼 애덤스 (15표), 올리버 엘스워스 (11표), 조지 클린턴 (7표), 존 제이 (5표), 제임스 이레델 (3표), 존 헨리 (2표), 새뮤얼 존스턴 (2표), 조지 워싱턴 (2표), 찰스 코츠워스 핑크니 (1표)로 분산됐다.

## 역사적 평가

길버트 스튜어트의 랜스다운 초상화 (1796년)

조지 워싱턴의 대통령 재임 기간은 일반적으로 가장 성공적인 대통령 재임 기간 중 하나로 평가되며, 그는 종종 미국 역사상 가장 위대한 세 명의 대통령 중 한 명으로 간주된다. 1948년 역사가들이 대통령 순위를 매기기 시작했을 때, 워싱턴은 아서 M. 슐레징거 시니어의 여론 조사에서 2위를 차지했으며, 이후 라이더스-맥아이버 여론 조사(1996)에서 3위, C-SPAN의 2017년 조사에서 2위, 그리고 미국정치학회의 2024년 여론 조사에서 3위를 차지했다.
워싱턴에 대한 책은 900권 이상 쓰여졌다. 포레스트 맥도날드는 "조지 워싱턴은 없어서는 안 될 존재였지만, 그가 한 일 때문이 아니라 그가 누구였기 때문이었다. 그는 대통령직의 상징이었다 [하지만]... 워싱턴은 스스로 한 일이 거의 없었고, 종종 그의 부하들의 가장 좋은 조치를 반대했으며, 자신이 이룬 업적에 대해 자신은 아무런 기여도 하지 않았음에도 불구하고 공로를 차지했다"고 결론지었다. 대조적으로, 스티븐 노트는 워싱턴에 대한 그의 글에서 "문자 그대로 '국가의 아버지'인 워싱턴은 거의 혼자서 새로운 정부를 만들었으며, 그 제도를 형성하고, 직책과 정치적 관행을 만들었다... 워싱턴의 심오한 업적은 2세기 이상 지속된 강력한 국가 정부의 토대를 구축했다"고 썼다. 노트는 역사가들이 일반적으로 워싱턴의 가장 큰 실패는 격렬한 당파 싸움의 발생을 막지 못한 것이라고 본다고 덧붙였다. 론 셔나우는 워싱턴의 대통령 재임 기간을 "그저 숨 막힐 정도로 훌륭하다"고 평가하며 다음과 같이 기술했다.
| “ | He had restored American credit and assumed state debt; created a bank, a mint, a coast guard, a customs service, and a diplomatic corps; introduced the first accounting, tax, and budgetary procedures; maintained peace at home and abroad; inaugurated a navy, bolstered the army, and shored up coastal defenses and infrastructure; proved that the country could regulate commerce and negotiate binding treaties; protected frontier settlers, subdued Indian uprisings, and established law and order amid rebellion, scrupulously adhering all the while to the letter of the Constitution ... Most of all he had shown a disbelieving world that republican government could prosper without being spineless or disorderly or reverting to authoritarian rule. 워싱턴은 미국 신용을 회복하고 주 부채를 인수했다. 그는 은행, 조폐국, 해안경비대, 관세청, 외교단을 창설했다. 그는 최초의 회계, 세금, 예산 절차를 도입했다. 국내외의 평화를 유지했다. 해군을 창설하고 육군을 강화하며 해안 방어 및 기반 시설을 지원했다. 국가가 상업을 규제하고 구속력 있는 조약을 협상할 수 있다는 것을 증명했다. 워싱턴은 국경 정착민들을 보호하고 인디언 봉기를 진압하며 반란 속에서 법과 질서를 확립했고 그 모든 과정에서 헌법의 조항들을 꼼꼼하게 준수했다... 워싱턴은 무엇보다 불신하는 세계에 공화국 정부가 나약하거나 무질서하거나 권위주의적인 통치로 회귀하지 않고도 번영할 수 있다는 것을 보여주었다. | ” |

## 같이 보기
- 연방주의 시대, 워싱턴과 존 애덤스가 대통령으로 재임했던 미국 역사의 기간
- 조지 워싱턴 관련 문서 목록
- 미국 헌법 초안 및 비준 타임라인, 1785년부터 1791년까지의 관련 사건을 다룬다.

## 내용주
1. ↑  13개 주 중 10개 주만이 이 선거에서 선거인단 투표를 했다. 노스캐롤라이나와 로드아일랜드는 아직 헌법을 비준하지 않아 참여하지 않았다. 뉴욕주 의회는 할당된 선거인단을 제때 임명하지 못하여 뉴욕에서는 투표하는 선거인단이 없었다.[13][14]
2. ↑  법무장관은 1870년 법무부가 설립될 때까지 행정부의 수장이 아니었고, 우정청장은 1829년까지 내각 수준의 직책이 아니었다.
3. ↑  러틀리지는 처음으로 대법원 후보로 거부된 인물이며, 이후 상원에서 인준되지 않은 유일한 "휴회 임명" 대법관이다.
4. ↑  1791년에 비준되지 않은 두 개 수정안 중 하나는 1992년 5월 7일에 비준되어 제27차 수정안이 되었고;[160] 다른 수정안은 기술적으로 여전히 주에 계류 중이다.[161]
5. ↑  1794년 2월, 캐나다 총독인 도체스터 경은 세븐 네이션즈 (캐나다) 지도자들에게 미국과 영국 간의 전쟁이 그 해 안에 발발할 가능성이 있다고 말했다고 보고되었다. 그는 또한 이 지역에서의 미국 침략 때문에 미국이 1783년 파리 조약에 의해 할당된 지역(오대호 남쪽)을 상실했다고 진술했다.[212] 도체스터는 그의 강력하고 허가되지 않은 발언에 대해 왕실로부터 공식적으로 견책을 받았다.
6. ↑  헌법 제1조 제6절의 부적격 조항은 연방 행정부 또는 사법부 공직자가 의회에서 동시에 복무하는 것을 금지하지만 행정부와 사법부 공직을 동시에 복무하는 것을 금지하지 않는다(다른 헌법 조항도 마찬가지이다). 존 제이 외에도 대법원장 올리버 엘스워스와 존 마셜도 국가 건국 초기 수십 년 동안 이중 행정 및 사법직을 역임했다.[215] 더 최근에는 로버트 H. 잭슨 부판사가 1945–46년 뉘른베르크 국제군사재판에서 나치 전범 기소를 위한 미국 수석 변호사로 임명됐고[216] 얼 워런 대법원장은 1964년 위원회의 위원장으로 임명돼 존 F. 케네디 암살 사건을 조사했다.[217]
7. ↑  버몬트는 미국 독립 전쟁 중인 1777년 1월 17일에 스스로를 독립 공화국으로 선언했지만 그 영토는 뉴욕주가 주장했다. 뉴욕이 재정적 보상을 대가로 그 주장을 할양하도록 설득되었을 때에만 주 지위가 가능했다. (1790년 10월 28일 양측 관할권 모두에 의해 공식적으로 합의된 바와 같이)[277]
8. ↑  켄터키는 이미 존재하는 주에서 분리된 3개 주 중 하나이다 (메인과 웨스트버지니아가 다른 주이다). 버지니아 주의회는 1789년 12월 18일, 그 주의 "켄터키 지구"를 나머지 주에서 분리하고 주 지위를 승인하는 법안을 채택했다.[277]
9. ↑  테네시는 미국 영토인 남서부 영토에서 만들어진 첫 번째 주였다. 이전에는 테네시가 노스캐롤라이나 주의 일부였다.[277]
10. ↑  1789년부터 1940년까지 미국 대통령들은 두 임기라는 자율적인 제한을 지켰다. 이 선례는 프랭클린 D. 루스벨트가 4번 임기에 당선되어 1933년부터 1945년까지 재임하면서 단 한 번만 초과됐다. 프랭클린 D. 루스벨트의 대통령 재임 이후 제안되고 비준된 제22차 수정안은 "어떤 사람도 대통령 직책에 두 번 이상 당선될 수 없다"고 규정하고 있다.[285]
11. ↑  7개 주에서는 유권자들이 대통령 선거인단을 선출했다. 나머지 9개 주에서는 주의회가 선출했다.[297]

## 참조주
1. ↑  “George Washington's Farewell Warning”. 《POLITICO Magazine》. 2017년 11월 14일에 원본 문서에서 보존된 문서. 2018년 3월 18일에 확인함.
2. ↑  Unger 2015, p. 51
3. 1 2 3  Knott, Stephen (2016년 10월 4일). “George Washington: Campaigns and Elections”. Charlottesville, Virginia: Miller Center of Public Affairs, University of Virginia. 2017년 7월 28일에 원본 문서에서 보존된 문서. 2017년 7월 14일에 확인함.
4. ↑  “To George Washington from Gouverneur Morris, 30 October 1787”. 《Founders Online》 (영어). 2018년 3월 19일에 원본 문서에서 보존된 문서. 2018년 3월 18일에 확인함.
5. ↑  Chernow 2010, p. 548
6. 1 2  “From His Peaceful Retirement at Mount Vernon, Washington Answers "The Call of His Country"”. Mount Vernon, Virginia: Mount Vernon Ladies' Association, George Washington's Mount Vernon. 2017년 7월 28일에 원본 문서에서 보존된 문서. 2017년 7월 14일에 확인함.
7. ↑  Conroy, Sarah Booth. “First President's Election Was the Last Thing He Wanted”. Charlottesville, Virginia: Papers of George Washington Project at the University of Virginia. 2017년 7월 17일에 원본 문서에서 보존된 문서. 2017년 7월 14일에 확인함.
8. ↑  Albert, Richard (2005). 《The Evolving Vice Presidency》. 《Temple Law Review》 78 (Philadelphia, Pennsylvania: Temple University of the Commonwealth System of Higher Education). 811, at 816–19쪽. ISSN 0899-8086. October 18, 2017에 원본 문서에서 보존된 문서. March 19, 2018에 확인함.
9. 1 2  Chernow 2010, p. 551
10. ↑  Meacham 2012, p. 220
11. ↑  Jensen, Merrill; DenBoer, Gordon; Becker, Robert A. (1976). 《The Documentary History of the First Federal Elections, 1788–1790》 (영어). Madison, Wisconsin: University of Wisconsin Press. ISBN 9780299121204.
12. 1 2 3  Ferling 2009, pp. 270–274
13. 1 2  “Presidential Election of 1789”. Mount Vernon, Virginia: Mount Vernon Ladies' Association, George Washington's Mount Vernon. 2016년 1월 14일에 원본 문서에서 보존된 문서. 2017년 7월 14일에 확인함.
14. ↑  Maier 2010, p. 438
15. 1 2  Chernow, Ron (February 2011). “George Washington: The Reluctant President”. 《스미스소니언》 (Washington, D.C.: 스미스소니언 협회). 2017년 7월 14일에 확인함.
16. ↑  Henry, Laurin L. (October 1968). “The Awkward Interval”. 《아메리칸 헤리티지 (잡지)》. 19권 6호. 2017년 7월 28일에 원본 문서에서 보존된 문서.
17. ↑  “The First Quorum of the House of Representatives”. 《US House of Representatives: History, Art & Archives》 (영어). 2018년 3월 19일에 확인함.
18. 1 2  “Vice Presidential Inaugurations”. 《Architect of the Capitol》. Washington, D.C. 2017년 7월 31일에 원본 문서에서 보존된 문서. 2017년 7월 15일에 확인함.
19. ↑  Washington, George (1789년 4월 21일). “From George Washington to the Ladies of Trenton, 21 April 1789”. Founders Online, National Archives.
20. ↑  McMaster, John Bach (2006). 《A History of the People of the United States: From the Revolution to the Civil War》. Cosimo, Inc. 539–540쪽. ISBN 978-1-59605-233-8.
21. ↑  Bordewich 2016, pp. 50–51
22. ↑  “First Inaugural Address”. Washington, D.C.: National Archives and Records Administration. 2017년 7월 17일. 2017년 7월 19일에 원본 문서에서 보존된 문서. 2017년 7월 18일에 확인함.
23. ↑  Boissoneault, Lorraine. “The Speech and Bible From George Washington's First Inauguration Made History Many Times Over”. 《Smithsonian》 (영어). 2018년 3월 19일에 확인함.
24. ↑  “Inauguration Day Bibles: how presidents choose, and what that reveals”. 《Christian Science Monitor》. 2013년 1월 21일. ISSN 0882-7729. 2018년 3월 19일에 확인함.
25. ↑  Alden 1993, 236쪽
26. ↑  Ferling 2009, pp. 303–304
27. ↑  McDonald 1974 p. 104
28. 1 2  “Presidential Elections”. 《History》. A&E 네트웍스. 2017년 3월 21일에 원본 문서에서 보존된 문서. 2017년 7월 18일에 확인함.
29. ↑  Ferling 2009, p. 306
30. ↑  Ferling 2009, pp. 310–312
31. 1 2  Ferling 2009, p. 312
32. ↑  Elkins & McKitrick 1995, p. 288
33. ↑  McDonald 1974 pp. 104–105
34. ↑  Conant, Charles Arthur (1901). 《Alexander Hamilton》 (영어). Houghton, Mifflin. 119쪽. election of 1792 hamilton support Adams.
35. ↑  House, Lolabel (1901). 《A Study of the Twelfth Amendment of the Constitution of the United States...》 (영어). University of Pennsylvania. 25–27쪽. john Adams vice president.
36. ↑  “The 2nd Presidential Inauguration: George Washington, March 4, 1793”. Washington, D.C.: Joint Congressional Committee on Inaugural Ceremonies. 2017년 1월 20일에 원본 문서에서 보존된 문서. 2017년 3월 19일에 확인함.
37. ↑  “The Constitution and the cabinet nomination process”. 《National Constitution Center》 (영어). 2018년 4월 14일에 확인함.
38. ↑  McDonald 1974 pp. 36–37
39. ↑  Bordewich 2016, pp. 63–64
40. ↑  McDonald 1990 pp. 36–42, 125
41. ↑  Ellis 2016, p. 27
42. ↑  Bordewich 2016, pp. 159–160
43. ↑  Chernow 2004, p. 286
44. ↑  Ferling 2009, pp. 282–284
45. ↑  McDonald 1974 p. 41
46. ↑  “Biographies of the Secretaries of State: Thomas Jefferson (1743–1826)”. Washington, D.C.: Office of the Historian, Bureau of Public Affairs, United States Department of State. 2017년 7월 28일에 원본 문서에서 보존된 문서. 2017년 7월 14일에 확인함.
47. ↑  McDonald 1974, pp. 139, 164–165
48. ↑  McDonald 1974, pp. 139
49. ↑  McDonald 1974, pp. 161, 164–165
50. ↑  Ferling 2003, pp. 406–407
51. ↑  Ferling, John (2016년 2월 15일). “How the Rivalry Between Thomas Jefferson and Alexander Hamilton Changed History”. A version of this piece appears in TIME's special edition Alexander Hamilton: A Founding Father's Visionary Genius—and His Tragic Fate. New York City, New York: Time. 2017년 7월 28일에 원본 문서에서 보존된 문서. 2017년 7월 28일에 확인함.
52. ↑  McDonald 1974, pp. 139–140
53. ↑  McDonald 1974, pp. 161
54. 1 2 3   이 문서는 다음을 포함합니다: 퍼블릭 도메인 자료 - United States Senate 문서 "Vice President of the United States (President of the Senate)".
55. ↑  “John Adams, 1st Vice President (1789–1797)”. 《United States Senate》. 2003년 10월 11일에 원본 문서에서 보존된 문서. 2018년 3월 20일에 확인함.
56. ↑  Bartoloni-Tuazon 2014, p. 12
57. ↑  Hutson, James H. (March 1968). 《John Adams' Title Campaign》. 《The New England Quarterly》 41. 30–39쪽. doi:10.2307/363331. JSTOR 363331.
58. ↑  Bartoloni-Tuazon 2014, p. 86
59. ↑  McDonald 1974, pp. 29–31
60. ↑  Wood 2006, p. 54
61. ↑  Nichols, Tom (2024년 10월 9일). “THE MOMENT OF TRUTH”. 디 애틀랜틱. 2024년 10월 15일에 확인함.
62. ↑  Smith 1962, p. 769
63. ↑  Smith 1962, p. 864
64. ↑  Smith 1962, p. 844
65. ↑  Ellis 2016, pp. 20–21
66. ↑  “April 05, 1792: Washington exercises first presidential veto”. 《This Day In History》. New York: A&E 네트웍스. 2009. 2017년 7월 1일에 원본 문서에서 보존된 문서. 2017년 7월 14일에 확인함.
67. ↑  Dunsing, Mariah (2013년 4월 8일). “The First Presidential Veto”. 《teachingamericanhistory.org》. Ashland, Ohio: Ashbrook Center, Ashland University. 2017년 7월 1일에 원본 문서에서 보존된 문서. 2017년 7월 17일에 확인함.
68. ↑  James, Edmund J. (January 1897). 《The First Apportionment of Federal Representatives in the United States》. 《The Annals of the American Academy of Political and Social Science》 9. 1–41쪽. doi:10.1177/000271629700900101. hdl:2027/uiug.30112060173017. JSTOR 1009513. S2CID 144603155.
69. ↑  “Jefferson-Signed Document Confirming Salaries for Washington and Adams Sells for $28,000 at Auction”. 《Fine Books Notes》. Chapel Hill North Carolina: Fine Books & Collections, OP Media. 2015년 5월 15일. 2017년 8월 7일에 원본 문서에서 보존된 문서. 2017년 7월 17일에 확인함.
70. ↑  “Presidential and Vice Presidential Salaries, 1789+”. 미시간 대학교. 2011년 6월 6일에 원본 문서에서 보존된 문서. 2009년 10월 7일에 확인함.
71. ↑  Korch, Travers (2012년 2월 9일). “Cost of Living in George Washington's Time”. FOX News Network. 2017년 8월 7일에 원본 문서에서 보존된 문서. 2017년 7월 17일에 확인함.
72. ↑  Bordewich 2016, pp. 106–111
73. ↑  “The Court as an Institution”. Washington, D.C.: Supreme Court of the United States. 2018년 4월 23일에 확인함.
74. 1 2  “U.S. Senate: Supreme Court Nominations: 1789–Present”. 《www.senate.gov》. United States Senate. 2017년 2월 21일에 원본 문서에서 보존된 문서. 2017년 2월 20일에 확인함.
75. ↑  Hodak, George (2011년 2월 1일). “February 2, 1790: Supreme Court Holds Inaugural Session”. 《미국 변호사 협회》. Chicago, Illinois. 2017년 8월 24일에 원본 문서에서 보존된 문서. 2017년 8월 24일에 확인함.
76. 1 2  “George Washington and the Supreme Court”. 《George Washington's Mount Vernon》 (영어). 2018년 3월 20일에 확인함.
77. ↑  Ellis 2016, pp. 25–26
78. ↑  Chardavoyne 2012, pp. 10–12
79. ↑  "Judges of the United States Courts" 보관됨 7월 30, 2016 - 웨이백 머신. 연방 사법 센터. 2017년 3월 12일 확인
80. ↑  Bordewich 2016, pp. 150–157
81. ↑  Bordewich 2016, pp. 198–206, 213–220
82. ↑  “Native American Policy”. George Washington's Mount Vernon. 2017년 11월 4일에 원본 문서에서 보존된 문서. 2018년 2월 6일에 확인함.
83. 1 2 3 4  Allen 2001, pp. 3–6
84. ↑  Peter R. Eisenstadt (2005). 《The Encyclopedia of New York State》. Syracuse UP. 1079쪽. ISBN 9780815608080.
85. ↑  Bordewich 2016, p. 145
86. ↑  Bordewich 2016, pp. 150–157
87. ↑  Chernow 2004, pp. 324–331
88. ↑  Grogg, Robert. “Introduction: Where Oh Where Should the Capital Be?”. Washington, D.C.: The White House Historical Association. 2017년 7월 4일에 원본 문서에서 보존된 문서. 2017년 8월 21일에 확인함.
89. ↑  Crew, Webb & Wooldridge 2015, p. 101
90. ↑  Allen 2001, 13–15쪽
91. ↑  “Inside the White House: History”. Washington, D.C.: Office of the Curator, The White House. 2017년 8월 18일에 원본 문서에서 보존된 문서. 2017년 8월 19일에 확인함.
92. ↑  《Records of the Columbia Historical Society, Washington》 (영어). The Society. 1899. 36쪽. congress house.
93. ↑  “Sep 18, 1793: Capitol cornerstone is laid”. 《This Day In History》. New York: A&E 네트웍스. 2009년 11월 24일. 2017년 9월 1일에 원본 문서에서 보존된 문서. 2017년 8월 19일에 확인함.
94. ↑  “Nov 01, 1800: John Adams moves into White House”. 《This Day In History》. New York: A&E Networks. 2009년 11월 16일. 2017년 2월 10일에 원본 문서에서 보존된 문서. 2017년 2월 21일에 확인함.
95. ↑  “November 17, 1800: The Senate Moves to Washington”. Washington, D.C.: United States Senate Historical Office. 2017년 7월 5일에 원본 문서에서 보존된 문서. 2017년 8월 18일에 확인함.
96. ↑  Crew, Webb & Wooldridge 2015, p. 103
97. ↑  Bordewich 2016, pp. 37–41
98. ↑  Bordewich 2016, pp. 100–102
99. ↑  Bordewich 2016, p. 108
100. ↑  Bordewich 2016, pp. 102–103
101. ↑   이 문서는 다음을 포함합니다: 퍼블릭 도메인 자료 - United States Coast Guard 문서 "U.S. Coast Guard History".
102. ↑  Bailey, Kennedy & Cohen 2006 pp. 193–195
103. ↑  Miller 1960, p. 39
104. ↑  Bordewich 2016, pp. 183–187
105. ↑  Ferling 2009, pp. 289–291
106. ↑  Chernow 2010, pp. 620–622
107. ↑  Ellis 2000, 48–52쪽
108. ↑  McDonald 1974 p.54
109. ↑  Bordewich 2016, pp. 209–212
110. ↑  Bordewich 2016, pp. 244–252
111. ↑  Ferling 2009, pp. 293–298
112. ↑  Bordewich 2016, pp. 294–299
113. ↑  Chernow 2004, pp. 353–354
114. ↑  Nussbaum, Arthur (November 1937). 《The Law of the Dollar》. 《컬럼비아 로 리뷰》 37 (New York City: Columbia Law School). 1057–1091쪽. doi:10.2307/1116782. JSTOR 1116782.
115. ↑  Morison 1965, pp. 329–330
116. ↑  Ferling 2003, pp. 339–340
117. 1 2  Morison 1965, p. 325
118. 1 2  Ferling 2003, pp. 349–354, 376
119. ↑  “Hamilton's Treasury Department and a great Constitutional debate”. 《National Constitution Center》 (영어). 2018년 3월 17일에 확인함.
120. ↑  Barnett, Randy E. “The Original Meaning of the Necessary and Proper Clause”. 《Georgetown Law》. 2018년 3월 17일에 확인함.
121. ↑  Ferling 2003, pp. 345–346
122. ↑  Ferling 2009, pp. 292–293
123. 1 2  Krom, Cynthia L.; Krom, Stephanie (December 2013). 《Whiskey tax of 1791 and the consequent insurrection: "A Wicked and happy tumult"》. 《Accounting Historians Journal》 40. 91–114쪽. doi:10.2308/0148-4184.40.2.91. 2017년 7월 28일에 원본 문서에서 보존된 문서. 2017년 7월 26일에 확인함 – University of Mississippi Digital Collections 경유.
124. ↑  Chernow 2004, p. 341.
125. ↑  Hogeland 2006, p. 27.
126. ↑  Chernow 2004, pp. 342–43
127. ↑  Slaughter 1986, 100.
128. ↑  Slaughter 1986, p. 105
129. ↑  Hogeland 2006, p. 64.
130. ↑  Slaughter 1986, pp. 176–177
131. ↑  Slaughter 1986, pp. 177–179
132. ↑  Slaughter 1986, pp. 179–182
133. 1 2  Holt, Wythe. "The Whiskey Rebellion of 1794: A Democratic Working-Class Insurrection" (PDF). Paper presented at The Georgia Workshop in Early American History and Culture 보관됨 11월 4, 2016 - 웨이백 머신, 2004.
134. ↑  Elkins & McKitrick 1995, p. 479.
135. ↑  Slaughter 1986, pp. 197–99
136. ↑  Hogeland 2006, pp. 205–06.
137. ↑  Kohn, Richard H. (1972). 《The Washington Administration's Decision to Crush the Whiskey Rebellion》. 《Journal of American History》 59. 567–584쪽. doi:10.2307/1900658. JSTOR 1900658.
138. ↑  Craughwell & Phelps 2008, p. 22.
139. ↑  Ifft 1985, p. 172
140. ↑  Elkins & McKitrick 1995, 481–84.
141. 1 2 3  Knott, Stephen (2016년 10월 4일). “George Washington: Impact and Legacy”. Charlottesville, Virginia: Miller Center of Public Affairs, University of Virginia. 2017년 8월 8일에 원본 문서에서 보존된 문서. 2017년 8월 7일에 확인함.
142. ↑  Boyd 1994, pp. 73–84
143. 1 2  Ferling, John (2016년 2월 15일). “How the Rivalry Between Thomas Jefferson and Alexander Hamilton Changed History”. Time. 2017년 3월 12일에 원본 문서에서 보존된 문서. 2017년 3월 11일에 확인함.
144. ↑  Taylor, Alan (2016년 10월 17일). “Our Feuding Founding Fathers”. 《The New York Times》. ISSN 0362-4331. 2016년 12월 30일에 원본 문서에서 보존된 문서. 2017년 3월 11일에 확인함.
145. 1 2  Beer 1987, p. 111.
146. ↑  Wood 2009, pp. 150–151
147. ↑  Wood 2009, p. 153
148. ↑  Wood 2009, pp. 154–158
149. ↑  Wood 2009, pp. 161–162
150. ↑  Wood 2009, pp. 166–168
151. ↑  Wood 2009, pp. 168–171
152. ↑  Ferling 2009, pp. 299–302, 309–311
153. 1 2  Ferling 2009, pp. 323–328, 338–344
154. ↑  Ferling 2003, pp. 397–400
155. ↑  “Bill of Rights: Primary Documents of American History (Virtual Programs & Services, Library of Congress)”. 《www.loc.gov》. 2017년 2월 25일에 원본 문서에서 보존된 문서. 2017년 2월 24일에 확인함.
156. ↑  Bordewich 2016, pp. 85–88
157. ↑  Bordewich 2016, 88–93, 136–139
158. ↑  Morison 1965, p. 319
159. ↑  “A bill of rights as provided in the ten original amendments to the constitution of the United States in force December 15, 1791. [n. p. 195-].”. 《The Library of Congress》 (영어). 2017년 2월 25일에 원본 문서에서 보존된 문서. 2017년 2월 24일에 확인함.
160. ↑  Berke, Richard (May 8, 1992). "1789 Amendment Is Ratified But Now the Debate Begins" 보관됨 2월 17, 2016 - 웨이백 머신. 뉴욕 타임스. 2017년 3월 17일 확인.
161. ↑  “Virtual Exhibit: Ratification of the U.S. Constitution, 1787–1791 – Constitution Day”. LibGuides at Washington State University. 2015년 8월 21일. 2015년 6월 10일에 원본 문서에서 보존된 문서. 2018년 2월 11일에 확인함.
162. ↑  “Annotation 1 — Eleventh Amendment — FindLaw”. 《Findlaw》. 2013년 6월 25일에 원본 문서에서 보존된 문서. 2017년 2월 24일에 확인함.
163. ↑  “CRS/LII Annotated Constitution Eleventh Amendment”. 《Legal Information Institute》. 2017년 2월 25일에 원본 문서에서 보존된 문서. 2017년 2월 24일에 확인함.
164. ↑  Bordewich 2016, pp. 198–206, 213–220
165. ↑  “Congress enacts first fugitive slave law — Feb 12, 1793”. 《히스토리 (미국 TV 네트워크)》. 2017년 2월 25일에 원본 문서에서 보존된 문서. 2017년 2월 24일에 확인함.
166. ↑  “A Century of Lawmaking for a New Nation: U.S. Congressional Documents and Debates, 1774–1875”. 《The Library of Congress》. 2017년 2월 25일에 원본 문서에서 보존된 문서. 2017년 2월 24일에 확인함.
167. ↑  Wiley Sword, President Washington's Indian War: The Struggle for the Old Northwest, 1790–1795 (University of Oklahoma Press, 1985).
168. ↑  〈Saint Clair's Defeat | United States history〉. 《Encyclopedia Britannica》 (영어). 2018년 4월 5일에 확인함.
169. ↑  Eid, Leroy V. (1993). 《American Indian military leadership: St. Clair's 1791 defeat》 (PDF). 《군사 역사 저널》 57. 71–88쪽. doi:10.2307/2944223. JSTOR 2944223. 2017년 4월 17일에 원본 문서 (PDF)에서 보존된 문서.
170. 1 2 3  Morison 1965, pp. 342–343
171. ↑  Bellfy 2011, pp. 53–55
172. ↑  “Fort Miamis – Fallen Timbers Battlefield and Fort Miamis National Historic Site”. 《U.S. National Park Service》 (영어). 2018년 3월 20일에 확인함.
173. ↑  Schecter 2010, p. 238
174. ↑  Buffenbarger, Thomas E. (2011년 9월 15일). “St. Clair's Campaign of 1791: A Defeat in the Wilderness That Helped Forge Today's U.S. Army”. Washington, D.C.: U.S. Army. 2017년 7월 28일에 원본 문서에서 보존된 문서. 2017년 7월 20일에 확인함.
175. ↑  “May 08, 1792: Militia Act establishes conscription under federal law”. 《This Day In History》. New York: A&E 네트웍스. 2009. 2017년 7월 28일에 원본 문서에서 보존된 문서. 2017년 7월 20일에 확인함.
176. ↑  Horsman, Reginald (1961). 《American Indian Policy in the Old Northwest, 1783–1812》. 《William and Mary Quarterly》 18. 35–53쪽. doi:10.2307/1922806. JSTOR 1922806.
177. 1 2  Barnes 2003, pp. 203–205
178. ↑  Kent 1918
179. ↑  “Native American Policy”. George Washington's Mount Vernon. 2017년 11월 4일에 원본 문서에서 보존된 문서. 2018년 2월 6일에 확인함.
180. ↑  Tucker, Spencer C., 편집. (2014). 《The Encyclopedia of the Wars of the Early American Republic, 1783–1812: A Political, Social, and Military History》. Santa Barbara: ABC-CLIO. 305–306, 477–479쪽. ISBN 9781598841572.
181. 1 2 3   이 문서는 다음을 포함합니다: 퍼블릭 도메인 자료 - United States Department of State 문서 "The United States and the French Revolution, 1789–1799".
182. ↑  〈Bastille Key〉. 《Digital Encyclopedia》. Mount Vernon, Virginia: Mount Vernon Ladies' Association, George Washington's Mount Vernon. 2017년 8월 5일에 원본 문서에서 보존된 문서. 2017년 7월 26일에 확인함.
183. ↑  George Washington Papers, Series 2, Letterbooks 1754 to 1799: Letterbook 22,- Aug. 24, 1790. - August 24, 1790, 1788. Manuscript/Mixed Material. https://www.loc.gov/item/mgw2.022/.
184. ↑  Hunt 1988, pp. 16–20
185. ↑  Hunt 1988, pp. 31–32
186. ↑  Hunt 1988, p. 2
187. ↑  Hunt 1988, pp. 30–31
188. ↑  Linton, Marisa (August 2006). “Robespierre and the Terror”. 《History Today》. 56권 8호 (London). 2018년 1월 23일에 원본 문서에서 보존된 문서.
189. ↑  “To George Washington from d'Estaing, 8 January 1784” (영어). Founders Online. 2018년 3월 17일에 원본 문서에서 보존된 문서. 2018년 3월 17일에 확인함.
190. ↑  Spalding, Paul S. (2010). 《Lafayette: Prisoner of State》. Columbia, South Carolina: University of South Carolina Press. ISBN 978-1-57003-911-9.
191. ↑  Ayer, A. J. (1988). 《Thomas Paine》. Chicago: University of Chicago Press. ISBN 0226033392.
192. ↑  McDonald 1974 p.116
193. ↑  Smelser, Marshall (Winter 1958). 《The Federalist Period as an Age of Passion》. 《American Quarterly》 10. 391–459쪽. doi:10.2307/2710583. JSTOR 2710583.
194. ↑  Smelser, Marshall (1951). 《The Jacobin Phrenzy: Federalism and the Menace of Liberty, Equality and Fraternity》. 《Review of Politics》 13. 457–82쪽. doi:10.1017/s0034670500048464. S2CID 144089710.
195. ↑  Neuman, Simon (Winter 2000). 《The World Turned Upside Down: Revolutionary Politics, Fries' and Gabriel's Rebellions, and the Fears of the Federalists》. 《Pennsylvania History: A Journal of Mid-Atlantic Studies》 67 (Penn State University Press). 5–20쪽. 2018년 2월 18일에 원본 문서에서 보존된 문서.
196. ↑  Bowman, Albert H. (1956). 《Jefferson, Hamilton and American Foreign Policy》. 《Political Science Quarterly》 71. 18–41쪽. doi:10.2307/2144997. JSTOR 2144997.
197. ↑  Greg H. Williams (2009). 《The French Assault on American Shipping, 1793–1813: A History and Comprehensive Record of Merchant Marine Losses》. McFarland. 14쪽. ISBN 9780786454075.
198. ↑  Foner, Philip S. ed.; The Democratic-Republican Societies, 1790–1800: A Documentary Sourcebook of Constitutions, Declarations, Addresses, Resolutions, and Toasts (1976).
199. ↑  Sheridan, Eugene R. (1994). 《The Recall of Edmond Charles Genet: A Study in Transatlantic Politics and Diplomacy》. 《Diplomatic History》 18. 463–488쪽. doi:10.1111/j.1467-7709.1994.tb00560.x.
200. ↑  McDonald 1974 p. 119
201. ↑  Gary J. Schmitt, "Washington's proclamation of neutrality: Executive energy and the paradox of executive power." Political Science Reviewer 29 (2000): 121+
202. ↑  Olsen, Theodore B. “Application of the Neutrality Act to Official Government Activities” (PDF). 《United States Justice Department》. 2017년 2월 26일에 원본 문서 (PDF)에서 보존된 문서. 2018년 1월 23일에 확인함.
203. ↑  Elkins & McKitrick 1995 pp. 356, 360.
204. ↑  McDonald 1974 pp. 126–127
205. ↑  Young, Christopher J. (Fall 2011). 《Connecting the President and the People: Washington's Neutrality, Genet's Challenge, and Hamilton's Fight for Public Support》. 《Journal of the Early Republic》 31. 435–466쪽. doi:10.1353/jer.2011.0040. JSTOR 41261631. S2CID 144349420.
206. ↑  Chernow 2004, pp. 435–436
207. ↑  Herring 2008, pp. 74–75
208. 1 2 3  Baird, James (2002), “The Jay Treaty”, 《The papers of John Jay》 (New York, New York: Columbia University Libraries), 2017년 1월 31일에 원본 문서에서 보존된 문서, 2017년 7월 27일에 확인함
209. 1 2  Wood 2009, p. 194
210. ↑  Knott, Stephen (2016년 10월 4일). “George Washington: Foreign Affairs”. Charlottesville, Virginia: Miller Center of Public Affairs, University of Virginia. 2017년 7월 29일에 원본 문서에서 보존된 문서. 2017년 7월 14일에 확인함.
211. 1 2  Combs 1970, p. 120
212. ↑  Combs 1970, p. 121
213. ↑  Combs 1970, p. 122
214. ↑  Wood 2009, p. 196
215. ↑  Larsen, Joan L. “Essays on Article I: Incompatibility Clause”. 《The Heritage Guide to The Constitution》. The Heritage Foundation. 2017년 7월 24일에 원본 문서에서 보존된 문서. 2017년 7월 31일에 확인함.
216. ↑  Newman, Roger K., 편집. (2009). 《The Yale Biographical Dictionary of American Law》. Yale Law Library series in legal history and reference. New Haven, Connecticut: Yale University Press. 287쪽. ISBN 978-0-300-11300-6.
217. ↑  “Nov 29, 1963: LBJ forms commission to investigate Kennedy assassination”. 《This Day In History》. New York: A&E Networks. 2009년 11월 16일. 2017년 7월 31일에 원본 문서에서 보존된 문서. 2017년 7월 31일에 확인함.
218. ↑  Combs 1970, p. 127
219. ↑  Combs 1970, p. 158
220. ↑  Thomas A. Bailey, A Diplomatic History of the American People (10th Ed. 1980)
221. ↑  Trubowitz, Peter (2011). 《Politics and Strategy: Partisan Ambition and American Statecraft》. Princeton, New Jersey: Princeton University Press. 1쪽. ISBN 978-0-691-14957-8.
222. 1 2 3 4 5 6  “Jay Treaty”. New York City, New York: The Lehrman Institute. 2017년 6월 21일에 원본 문서에서 보존된 문서. 2017년 7월 31일에 확인함.
223. ↑  Miller 1960, p. 149
224. ↑  Morison 1965, p. 344
225. 1 2  Sharp 1993, pp. 113–137
226. 1 2  Charles, Joseph (October 1955). 《The Jay Treaty: The Origins of the American Party System》. 《William and Mary Quarterly》 12. 581–630쪽. doi:10.2307/1918627. JSTOR 1918627.
227. 1 2  Estes, Todd (2001). 《The art of presidential leadership: George Washington and the Jay Treaty》. 《Virginia Magazine of History and Biography》 109. 127–158쪽.
228. ↑  McDonald 1974 pp. 164–165
229. ↑  McDonald 1974 pp.169–170
230. ↑  〈Jay Treaty〉. 《Digital Encyclopedia》. Mount Vernon, Virginia: Mount Vernon Ladies' Association, George Washington's Mount Vernon. 2017년 8월 1일에 원본 문서에서 보존된 문서. 2017년 7월 26일에 확인함.
231. ↑  McDonald 1974 p. 174
232. 1 2  DeConde, Alexander (March 1957). 《Washington's Farewell, the French Alliance, and the Election of 1796》. 《The Mississippi Valley Historical Review》 43. 641–658쪽. doi:10.2307/1902277. JSTOR 1902277.
233. ↑  〈Quasi War〉. 《Digital Encyclopedia》. Mount Vernon, Virginia: Mount Vernon Ladies' Association, George Washington's Mount Vernon. 2017년 8월 1일에 원본 문서에서 보존된 문서. 2017년 7월 26일에 확인함.
234. ↑  Herring 2008, pp. 80–81
235. 1 2 3  Miller 1997, pp. 33–36
236. 1 2 3  Fowler 1984, pp. 6–9
237. 1 2  Daughan 2008, p. 242
238. 1 2 3  Allen 2010, pp. 13–15
239. ↑  Daughan 2008, pp. 276–277.
240. 1 2  Allen 1909, p. 42.
241. ↑  Howarth 1999, 49–50쪽
242. ↑  Daughan 2008, pp. 278–279.
243. ↑  Fowler 1984, pp. 16–17
244. ↑  Eisinger, Tom (2015년 7월 12일). “Pirates: An Early Test for the New Country”. 《Pieces of History》. Washington, D.C.: National Archives. 2017년 8월 7일에 원본 문서에서 보존된 문서. 2017년 8월 6일에 확인함.
245. ↑  Roberts, Priscilla; Roberts, Richard (2011년 9월 26일) [Revised and expanded version; original article by Elizabeth Huff, August 2, 2011]. 〈The First Barbary War〉. 《Thomas Jefferson Encyclopedia》. Charlottesville, Virginia: Thomas Jefferson Foundation. 2017년 8월 7일에 원본 문서에서 보존된 문서. 2017년 8월 6일에 확인함.
246. ↑  Allen 1909, p. 48.
247. ↑  “Yazoo Land Fraud”. 《New Georgia Encyclopedia》. 2017년 9월 21일에 원본 문서에서 보존된 문서. 2018년 1월 22일에 확인함.
248. ↑  “Papers of Thomas Carr, principle in Yazoo land fraud, digitized”. 《UGA Libraries》 (영어). 2018년 1월 22일에 원본 문서에서 보존된 문서. 2018년 1월 22일에 확인함.
249. ↑  Herring 2008, pp. 46–47
250. 1 2  Ferling 2009, pp. 315–317
251. 1 2   이 문서는 다음을 포함합니다: 퍼블릭 도메인 자료 - United States Department of State 문서 "Treaty of San Lorenzo/ Pinckney's Treaty, 1795".
252. ↑  “Pinckney's Treaty”. Mount Vernon, Virginia: Mount Vernon Ladies' Association, George Washington's Mount Vernon. 2017년 8월 5일에 원본 문서에서 보존된 문서. 2017년 7월 24일에 확인함.
253. ↑  Young, Raymond A. (November 1963). 《Pinckney's Treaty: A New Perspective》. 《Hispanic American Historical Review》 43. 526–553쪽. doi:10.2307/2509900. JSTOR 2509900.
254. ↑  Herring 2008, p. 81
255. ↑  “Mississippi's Territorial Years: A Momentous and Contentious Affair (1798–1817) | Mississippi History Now”. 《Missouri History Now (Missouri Historical Society)》. 2018년 1월 22일에 원본 문서에서 보존된 문서. 2018년 1월 22일에 확인함.
256. ↑  “First Ladies National Historic Site”. 《The National Park Service》. 2017년 5월 14일에 원본 문서에서 보존된 문서. 2018년 7월 7일에 확인함.
257. ↑  “The First, First Lady”. 《George Washington's Mount Vernon》 (영어). 2017년 6월 18일에 원본 문서에서 보존된 문서. 2018년 7월 7일에 확인함.
258. ↑  〈Levees (Receptions)〉. 《Digital Encyclopedia》. Mount Vernon, Virginia: Mount Vernon Ladies' Association, George Washington's Mount Vernon. 2018년 7월 7일에 확인함.
259. 1 2  Baker 1897 pp. 117–118, 178
260. ↑  Solomont, Elizabeth (2006년 6월 30일). “A Piece of History Stands Hidden on Brooklyn Bridge”. 뉴욕 선. 2015년 9월 30일에 원본 문서에서 보존된 문서. 2015년 12월 31일에 확인함.
261. 1 2  “Presidential Residency in New York”. Mount Vernon, Virginia: Mount Vernon Ladies' Association, George Washington's Mount Vernon. 2017년 7월 20일에 원본 문서에서 보존된 문서. 2017년 7월 18일에 확인함.
262. ↑  “The Presidents House: Freedom and Slavery in the Making of a New Nation”. City of Philadelphia. 2017년 7월 29일에 원본 문서에서 보존된 문서. 2017년 7월 24일에 확인함.
263. ↑  “History of the President's House Site – Independence National Historical Park (U.S. National Park Service)”. 《www.nps.gov》 (영어). 2017년 3월 12일에 원본 문서에서 보존된 문서. 2017년 7월 18일에 확인함.
264. ↑  Dunbar, Erica Armstrong (2015년 2월 16일). “George Washington, Slave Catcher”. 《The New York Times》. ISSN 0362-4331. 2017년 2월 15일에 원본 문서에서 보존된 문서. 2017년 2월 21일에 확인함.
265. ↑  “George Washington and Travel”. 《George Washington's Mount Vernon》 (영어). 2017년 7월 6일에 원본 문서에서 보존된 문서. 2017년 7월 20일에 확인함.
266. ↑  Chernow 2010, p. 608
267. ↑  Chernow 2010, pp. 608–613
268. ↑  Chernow 2010, pp. 632–633
269. ↑  Chernow 2010, pp. 650–655
270. ↑  “Southern Tour”. 《George Washington's Mount Vernon》 (영어). 2017년 7월 20일에 원본 문서에서 보존된 문서. 2017년 7월 20일에 확인함.
271. ↑  Morison 1965, p. 315
272. ↑  White, Jonathan (2015년 2월 15일). “North Carolina and Rhode Island: The 'Wayward Sisters' and the Constitution”. 상상력 있는 보수주의자. 2018년 5월 8일에 확인함.
273. 1 2  Murray, Jonathan (2016년 3월 7일). “Fayetteville Convention of 1789”. 《NorthCarolinahistory.org An Online Encyclopedia》. North Carolina History Project. 2017년 2월 21일에 원본 문서에서 보존된 문서. 2017년 2월 20일에 확인함.
274. 1 2  Vile 2005, p. 658
275. ↑  Bordewich 2016, pp. 178, 235
276. ↑  “The 14th State”. 《Vermont History Explorer》. Vermont Historical Society. 2015년 12월 21일에 원본 문서에서 보존된 문서. 2017년 2월 20일에 확인함.
277. 1 2 3  “Official Name and Status History of the several States and U.S. Territories”. 《TheGreenPapers.com》. 2009년 8월 14일에 원본 문서에서 보존된 문서.
278. ↑  Harrison 1992, p. 21
279. ↑  “From Territory to State”. Tennessee Secretary of State. 2017년 2월 21일에 원본 문서에서 보존된 문서. 2017년 2월 20일에 확인함.
280. ↑  Ferling 2009, pp. 347–348
281. ↑  Chernow 2010 pp. 752–753
282. ↑  Hillman, Joseph. 〈Resignation of Military Commission〉. 《Digital Encyclopedia of George Washington》. Mount Vernon, Virginia: Mount Vernon Ladies' Association. 2021년 11월 9일에 확인함.
283. 1 2  “September 19, 1796: Washington prepares final draft of farewell address”. 《This Day In History》. New York: A&E 네트웍스. 2009년 11월 16일. 2017년 7월 1일에 원본 문서에서 보존된 문서. 2017년 7월 14일에 확인함.
284. 1 2 3 4  “Washington's Farewell Address”. New York City, New York: The Lehrman Institute. 2017년 8월 8일에 원본 문서에서 보존된 문서. 2017년 7월 31일에 확인함.
285. ↑  Neale, Thomas H. (2009년 10월 19일). “Presidential Terms and Tenure: Perspectives and Proposals for Change” (PDF). 《CRS Report for Congress R40864》. Washington, D.C.: Congressional Research Service. 2017년 1월 4일에 원본 문서 (PDF)에서 보존된 문서. 본 문서에는 현재 퍼블릭 도메인에 속한 다음 저작물을 기초로 작성된 내용이 포함되어 있습니다: {{{1}}}
286. ↑  Patrick., Novotny (2014년 10월 14일). 《The press in American politics, 1787–2012》. Santa Barbara, California. 14–15쪽. ISBN 9781440832901. OCLC 893909891.
287. ↑  Sharp 1993, p. 139
288. 1 2  Bomboy, Scott (2016년 9월 19일). “Five lessons we can learn from George Washington's Farewell Address”. 《Constitution Daily》. Philadelphia, Pennsylvania: National Constitution Center. 2017년 8월 8일에 원본 문서에서 보존된 문서. 2017년 8월 7일에 확인함.
289. 1 2 3  Spaulding 2001, pp. 19–32
290. ↑  Washington, George (1796년 9월 19일). “Washington's Farewell Address To The People Of The United States” (PDF). 《Senate Document No. 106–21, Washington, 2000》. Washington, D.C.: 106th Congress 2nd Session. 2017년 8월 5일에 원본 문서 (PDF)에서 보존된 문서. 2017년 8월 7일에 확인함.
291. ↑  Wood 2009, p. 207
292. ↑  “Washington's Farewell Address”. Washington, D.C.: Senate Historical Office, United States Senate. 2017년 12월 6일에 원본 문서에서 보존된 문서. 2017년 8월 7일에 확인함.
293. 1 2   이 문서는 다음을 포함합니다: 퍼블릭 도메인 자료 - United States Department of State 문서 "American Isolationism in the 1930s".
294. ↑  Ellis, Richard J. (2008). 《Presidential Travel: The Journey from George Washington to George W. Bush》. Lawrence, Kansas: University Press of Kansas. 11쪽. ISBN 978-0-7006-1580-3.
295. ↑  “November 06, 1906: Teddy Roosevelt travels to Panama”. 《This Day In History》. New York: A&E 네트웍스. 2009년 11월 16일. 2017년 7월 1일에 원본 문서에서 보존된 문서. 2017년 7월 14일에 확인함.
296. ↑  “United States Treaties”. 《Library of Congress》. 2017년 4월 24일. 2018년 3월 17일에 확인함.
297. 1 2  Taylor, C. James (2016년 10월 4일). “John Adams: Campaigns and Elections”. Charlottesville, Virginia: Miller Center of Public Affairs, University of Virginia. 2018년 2월 18일에 원본 문서에서 보존된 문서. 2017년 8월 3일에 확인함.
298. 1 2 3 4  Smith 1962, pp. 898–899
299. 1 2 3  McDonald 1974, pp. 178–181
300. ↑  Hoadley 1986, p. 54
301. ↑  McDonald 1974, p. 183
302. ↑  Smith 1962, p. 902
303. ↑  Smith 1962, p. 914
304. ↑  “Electoral College Box Scores 1789–1996”. College Park, Maryland: 연방 관보, 미국 국립문서기록관리청. 2017년 7월 20일에 원본 문서에서 보존된 문서. 2017년 7월 14일에 확인함.
305. ↑  “Rating the Presidents of the United States, 1789–2000: A Survey of Scholars in History, Political Science, and Law”. 《www.fed-soc.org》 (영어). 2017년 3월 15일에 원본 문서에서 보존된 문서. 2017년 7월 14일에 확인함.
306. ↑  Schlesinger, Arthur M. (Summer 1997). 《Rating the Presidents: Washington to Clinton》 (PDF). 《Political Science Quarterly》 112 (The Academy of Political Science). 179–190쪽. doi:10.2307/2657937. JSTOR 2657937.
307. ↑  Maranell, Gary M. (June 1970). "The Evaluation of Presidents: An Extension of the Schlesinger Polls". The Journal of American History. 57 (1): 104–113. JSTOR 1900552 보관됨 10월 22, 2016 - 웨이백 머신.
308. ↑  Rating the Presidents: A Ranking of U.S. leaders, from the Great and Honorable to the Dishonest and Incompetent. 2000. ISBN 0806521511.
309. ↑  "Presidential Historians Survey 2017" 보관됨 3월 1, 2017 - 웨이백 머신. C-SPAN. 2018년 2월 4일 확인.
310. ↑  Rottinghaus, Brandon; Vaughn, Justin S. (February 2024). “Official Results of the 2024 Presidential Greatness Project Expert Survey - PDF” (PDF). 《brandonrottinghaus.com》. 2024년 2월 18일에 확인함.
311. ↑  Lee, Michael (2024년 2월 18일). “New presidential rankings place Obama in top 10, Reagan and Trump below Biden”. 《폭스 뉴스》. 2024년 2월 18일에 확인함.
312. ↑  Lender, Mark Edward (2019). 《Review of Revolutionary: George Washington at War, O'Connell, Robert L.》. 《The Virginia Magazine of History and Biography》 127. 240–242쪽. ISSN 0042-6636. JSTOR 26743949.
313. ↑  McDonald 1974 p. 186
314. ↑  Steven, Knott (2016년 10월 4일). “George Washington: Life in Brief”. 《Miller Center》 (미국 영어). 2018년 2월 5일에 원본 문서에서 보존된 문서. 2018년 2월 4일에 확인함.
315. ↑  Chernow 2010 pp. 770–771

## 참고 문헌
- Alden, John R. (1993). 《George Washington, a Biography》. Norwalk: Easton Press. ISBN 9780807141083.
- Allen, Gardner Weld (1909). 《Our Naval War With France》. Boston: Houghton, Mifflin and Company. OCLC 1202325. naval war with france.
- Allen, Gardner Weld (2010) [1905]. 《Our Navy and the Barbary Corsairs》. Boston: Houghton, Mifflin and Company. ISBN 9781371980283. OCLC 911176707.
- Allen, William C. (2001). 《History of the United States Capitol – A Chronicle of Design, Construction, and Politics》. Washington, DC: Government Printing Office. ISBN 0-16-050830-4. 2008년 12월 16일에 원본 문서에서 보존된 문서. 2017년 7월 30일에 확인함.
- Bailey, David M.; Kennedy, Lizabeth; Cohen, Thomas A. (2006). 《The American pageant: a history of the Republic》 13판. Boston: Houghton Mifflin. ISBN 0-618-47927-9.
- Baker, William Spohn (1897). 《Washington After the Revolution: 1784–1799》 (영어). 118쪽. OCLC 34797089. george washington Samuel Osgood House april 23-february 23.
- Barnes, Celia (2003). 《Native American Power in the United States, 1783–1795》. 티넥, 매디슨 (뉴저지주): Fairleigh Dickinson University Press. ISBN 0-8386-3958-5.
- Bartoloni-Tuazon, Kathleen (2014). 《For Fear of an Elective King: George Washington and the Presidential Title Controversy of 1789》. Ithaca, New York: Cornell University Press. ISBN 978-0-8014-5298-7.
- Beer, Samuel H. (1987). 〈Chapter 6: The Idea of the Nation〉.   Goldwin, Robert A.; Schambra, William A. 《How Federal is the Constitution?》. Volume five in the AEI series "A Decade of Study of the Constitution". Washington, D.C.: American Enterprise Institute for Public Policy Research. 109–121쪽. ISBN 0-8447-3619-8.
- Bellfy, Philip C. (2011). 《Three Fires Unity: The Anishnaabeg of the Lake Huron Borderlands》. Lincoln, Nebraska: University of Nebraska Press. ISBN 978-0-8032-1348-7.
- Bordewich, Fergus M. (2016). 《The First Congress》. New York: Simon & Schuster. ISBN 978-1-45169193-1.
- Boyd, Steven R. (1994). 〈Chapter 5: The Whiskey Rebellion, Popular Rights, and the Meaning of the First Amendment〉.   Mainwaring, W. Thomas. 《The Whiskey Rebellion and the Trans-Appalachian Frontier》. Washington, Pennsylvania: Washington and Jefferson College. 73–84쪽. OCLC 32005769.
- Chardavoyne, David Gardner (2012). 《United States District Court for the Eastern District of Michigan: People, Law, and Politics》. Detroit, Michigan: Wayne State University Press. ISBN 978-0-8143-3720-2.
- Chernow, Ron (2004). 《Alexander Hamilton》. 시티오브웨스트민스터, 잉글랜드 런던: Penguin Books. ISBN 1-59420-009-2.
- Chernow, Ron (2010). 《Washington: A Life》. London: Penguin Press. ISBN 978-1-59420-266-7.; online book review
- Combs, Jerald A. (1970). 《The Jay Treaty: Political Battleground of the Founding Fathers》. Berkeley, California: University of California Press. ISBN 0-520-01573-8. LCCN 70-84044.
- Craughwell, Thomas J.; Phelps, M. William (2008). 《Failures of the Presidents: From the Whiskey Rebellion and War of 1812 to the Bay of Pigs and War in Iraq》. Beverly, Massachusetts: Fair Winds Press. ISBN 9780785830542.
- Crew, Harvey W.; Webb, William Bensing; Wooldridge, John, 편집. (2015) [1892]. 《Centennial History of the City of Washington, D. C.: With Full Outline of the Natural Advantages, Accounts of the Indian Tribes, Selection of the Site, Founding of the City ... to the Present Time》. Dayton, Ohio: United Brethern Publishing House. ISBN 978-1343986381. OCLC 612798983. 2011년 12월 29일에 확인함.
- Daughan, George C. (2008). 《If By Sea: The Forging of the American Navy – From the American Revolution to the War of 1812》. New York: Basic Books. ISBN 978-0-465-01607-5. OCLC 190876973.
- Elkins, Stanley; McKitrick, Eric (1995). 《The Age of Federalism: The Early American Republic, 1788–1800》. New York City: Oxford University Press. ISBN 978-0-19-509381-0.
- Ellis, Joseph (2016). 〈George Washington〉.   Gormley, Ken. 《The Presidents and the Constitution: A Living History》. New York: New York University Press Press. 17–33쪽. ISBN 9781479839902.
- Ellis, Joseph J. (2000). 《Founding Brothers: The Revolutionary Generation》. New York: Alfred A. Knopf. ISBN 0-375-40544-5.
- Ferling, John (2003). 《A Leap in the Dark: The Struggle to Create the American Republic》. New York: Oxford University Press. ISBN 0-19-515924-1.
- Ferling, John (2009). 《The Ascent of George Washington: The Hidden Political Genius of an American Icon》. New York: Bloomsbury Press. ISBN 978-1-59691-465-0.
- Fowler, William M. (1984). 《Jack Tars and Commodores: The American Navy, 1783–1815》. Boston: Houghton Mifflin. ISBN 0-395-35314-9. OCLC 10277756.
- Harrison, Lowell H. (1992). 《Kentucky's Road to Statehood》. Lexington, Kentucky: The University Press of Kentucky. ISBN 0-8131-1782-8.
- Herring, George (2008). 《From Colony to Superpower: U.S. Foreign Relations Since 1776》. New York: Oxford University Press. ISBN 978-0-19-507822-0.
- Hoadley, John F. (1986). 《Origins of American Political Parties: 1789--1803》. Lexington, Kentucky: University Press of Kentucky. ISBN 978-0-8131-5320-9.
- Hogeland, William (2006). 《The Whiskey Rebellion: George Washington, Alexander Hamilton, and the Frontier Rebels Who Challenged America's Newfound Sovereignty》. New York: Simon & Schuster. ISBN 0-7432-5490-2.
- Howarth, Steven (1999). 《To Shining Sea: A History of the United States Navy, 1775–1998》. Norman, Oklahoma: University of Oklahoma Press. ISBN 0806130261.
- Hunt, Alfred N. (1988). 《Haiti's Influence on Antebellum America: Slumbering Volcano in the Caribbean》. Baton Rouge: Louisiana State Univ Press. ISBN 0-8071-1370-0.
- Ifft, Richard A. (1985). 〈Treason in the Early Republic: The Federal Courts, Popular Protest, and Federalism During the Whiskey Insurrection〉.   Boyd, Steven R. 《The Whiskey Rebellion: Past and Present Perspectives》. Westport, Connecticut: Greenwood Press. 165–182쪽. ISBN 0-313-24534-7. OCLC 11291120.
- Kent, Charles A. (1918) [Reprinted from the Journal of the Illinois State Historical Society, v. 10, no. 4]. 《The Treaty of Greenville August 3, 1795》. Springfield, Illinois: Schnepp and Barnes. LCCN 19013726. 13608—50.
- Maier, Pauline (2010). 《Ratification: The People Debate the Constitution, 1787–1788》. New York: Simon & Schuster. ISBN 978-0-684-86854-7.
- McDonald, Forrest (1974). 《The Presidency of George Washington》. American Presidency. Lawrence, Kansas: University Press of Kansas. ISBN 978-0-7006-0359-6.
- Meacham, Jon (2012). 《Thomas Jefferson: The Art of Power》. New York City: 랜덤하우스. ISBN 978-1-4000-6766-4.
- Miller, John C. (1960). 《The Federalist Era, 1789–1801》. New York: Harper & Brothers. LCCN 60-15321 – 유니버설 디지털 라이브러리 (2004-04-24) 경유.
- Miller, Nathan (1997). 《The U.S. Navy: A History》 3판. Annapolis, Maryland: Naval Institute Press. ISBN 1-55750-595-0. OCLC 37211290.
- Morison, Samuel Eliot (1965). 《The Oxford History of the American People》. New York: Oxford University Press. LCCN 65-12468.
- Schecter, Barnet (2010). 《George Washington's America. A Biography Through His Maps》. New York: Walker & Company. ISBN 978-0-8027-1748-1.
- Sharp, James Roger (1993). 《American Politics in the Early Republic: The New Nation in Crisis》. New Haven, Connecticut: Yale University Press. ISBN 0-300-06519-1.
- Slaughter, Thomas P. (1986). 《The Whiskey Rebellion: Frontier Epilogue to the American Revolution》. New York City: Oxford University Press. ISBN 0-19-505191-2.
- Smith, Page (1962). 《John Adams》. II 1784–1826. New York City: Doubleday. LCCN 63-7188. OCLC 36883390.
- Spaulding, Matthew (2001). 〈Chapter 2: The Command of its own Fortunes: Reconsidering Washington's Farewell address〉.   Fishman, Ethan M.; Pederson, William D.; Rozell, Mark J. 《George Washington: Foundation of Presidential Leadership and Character》. Westport, Connecticut: Praeger. 19–32쪽. ISBN 0-275-96868-5. LCCN 00-069857.
- Unger, Harlow (2015). 《"Mr. President": George Washington and the Making of the Nation's Highest Office》 paperback판. Cambridge, Massachusetts: Da Capo Press. ISBN 978-0-306-82353-4.
- Vile, John R. (2005). 《The Constitutional Convention of 1787: A Comprehensive Encyclopedia of America's Founding (Volume 1: A-M)》. Santa Barbara, California: ABC-CLIO. ISBN 1-85109-669-8.
- Wood, Gordon S. (2006). 《Revolutionary Characters》. London: Penguin Press. ISBN 978-1-59420-093-9.
- Wood, Gordon S. (2009). 《Empire of Liberty: A History of the Early Republic, 1789–1815》. Oxford History of the United States. New York, New York: Oxford University Press. ISBN 978-0-19-503914-6.

## 추가 자료
- Bartoloni-Tuazon, Kathleen. For Fear of an Elective King: George Washington and the Presidential Title Controversy of 1789 (Cornell UP, 2014).
- Beirne, Logan. Blood of Tyrants: George Washington & the Forging of the Presidency (2013)
- Bassett, John Spencer (1906). 《The Federalist System, 1789–1801》. Harper & brothers., older, detailed political history of the decade
- Chervinsky, Lindsay M. "The Historical Presidency: George Washington and the First Presidential Cabinet." Presidential Studies Quarterly 48#1 (2018): 139–152.
- Cronin, Thomas F., 편집. (1989). 《Inventing the American Presidency》. Lawrence, Kansas: 캔자스 대학교 출판부. ISBN 0700604065.
- Edling, Max M., and Peter J Kastor, eds. Washington's Government: Charting the Origins of the Federal Administration. (University of Virginia Press, 2021) .
- Edwards III, George C. "George Washington's Leadership of Congress: Director or Facilitator?." Congress & the Presidency (1961) 18#2 163–80.
- Ellis, Joseph J. (2004). 《His Excellency: George Washington》. New York: Alfred A. Knopf. ISBN 1-4000-4031-0.
- Elkins, Stanley M., and Eric McKitrick
- Ellis, Joseph J. (2004). 《Inventing the Presidency》. 《American Heritage》 55. 42–48, 50, 52–53쪽. ISSN 0002-8738.
- Fatovic, Clemen (2004). 《Constitutionalism and Presidential Prerogative: Jeffersonian and Hamiltonian Perspectives》. 《American Journal of Political Science》 48. 429–444쪽. doi:10.2307/1519908. ISSN 0092-5853. JSTOR 1519908.
- Fishman, Ethan M. (2001).  D. Pederson, William; Rozell, Mark J., 편집. 《George Washington》. Santa Barbara, California: Praeger. ISBN 0275968685.
- Freeman, Douglas S. George Washington: A Biography. 7 volumes, 1948–1957; vol 6–7 cover the presidency The standard scholarly biography, winner of the Pulitzer Prize. A single-volume abridgment by Richard Harwell appeared in 1968
- Grizzard, Frank E. Jr. (2002). 《George Washington: A Biographical Companion》. Santa Barbara, California: ABC-CLIO. ISBN 9781576070826.
- Gary L., Gregg II; Spalding, Matthew, 편집. (1999). 《Patriot Sage: George Washington and the American Political Tradition》. Wilmington, Delaware: ISI Books. ISBN 1882926382., essays by scholars
- Graff, Henry F., ed. The Presidents: A Reference History (3rd ed. 2002) online
- Higginbotham, Don, 편집. (2001). 《George Washington Reconsidered》. Charlottesville, Virginia: University Press of Virginia. ISBN 0813920051. 336 pp.
- Holzer, Harold. The Presidents Vs. the Press: The Endless Battle Between the White House and the Media--from the Founding Fathers to Fake News (Dutton, 2020) pp 3–21. online
- Leibiger, Stuart. "Founding Friendship: George Washington, James Madison, and the Creation of the American Republic." U. Press of Virginia, 1999. 284 pp.
- Lipset, Seymour Martin. "George Washington and the founding of democracy." Journal of Democracy 9#4 (1998): 24–38.
- Millikan, Neal. "The Historical Presidency: The First President and the Federal City: George Washington and the Creation of Washington, DC." Presidential Studies Quarterly 47#2 (2017): 365–377.
- Miller, John C.  The Federalist Era, 1789–1801 (1960), a major scholarly survey
- Miller, John C. Alexander Hamilton: Portrait in Paradox (1959), full-length scholarly biography; online edition
- Morris, Richard B. "The Origins of the Presidency." Presidential Studies Quarterly 17#4 (1987): 673–687. Online
- Nettels, Curtis P. The Emergence of a National Economy, 1775–1815 (1962), A standard scholarly economic history
- Novotny, Patrick. The Press in American Politics, 1787–2012 (ABC-CLIO, 2014).
- Phelps, Glenn A. "George Washington and the Paradox of Party." Presidential Studies Quarterly (1989) 19#4: 733–745.
- Phelps, Glenn A. "George Washington and the Founding of the Presidency." Presidential Studies Quarterly (1987) 17#2: 345–363.
- Riccards, Michael P. A Republic, If You Can Keep It: The Foundations of the American Presidency, 1700–1800. (1987)
- Sheehan, Colleen (2004). “Madison V. Hamilton: The Battle Over Republicanism And The Role Of Public Opinion”. 《American Political Science Review》 98 (3): 405–424. doi:10.1017/s0003055404001248. S2CID 145693742.
- Spalding, Matthew. "George Washington's Farewell Address." The Wilson Quarterly v20#4 (Autumn 1996) pp: 65+.
- Starr, Nicholas C. "The Historical Presidency: Competing Conceptions of the Separation of Powers: Washington's Request for an Advisory Opinion in the Crisis of 1793." Presidential Studies Quarterly 45#3 (2015): 602–618.
- White, Leonard D. The Federalists: A Study in Administrative History (1956), thorough analysis of the mechanics of government in the 1790s
- Wood, Gordon S. "The Greatness of George Washington." Virginia Quarterly Review 1992 68(2): 189–207. ISSN 0042-675X Fulltext: in Ebsco
- Wright; Robert E. Hamilton Unbound: Finance and the Creation of the American Republic Praeger (2002)

### 외교 정책
- DeConde, Alexander. "Washington's Farewell, the French Alliance, and the Election of 1796." Mississippi Valley Historical Review 43.4 (1957): 641–658. online
- Estes, Todd. "The Art of Presidential Leadership: George Washington and the Jay Treaty" Virginia Magazine of History and Biography 2001 109(2): 127–158. ISSN 0042-6636 Fulltext online at Ebsco.
- Estes, Todd. The Jay Treaty Debate, Public Opinion, and the Evolution of Early American Political Culture. (2006)
- Harper, John Lamberton. American Machiavelli: Alexander Hamilton and the Origins of U.S. Foreign Policy. (2004)
- Lang, Daniel C. Foreign Policy in the Early Republic: The Law of Nations and the Balance of Power (1986)
- McCoy, Drew R. "Republicanism and American Foreign Policy: James Madison and the Political Economy of Commercial Discrimination, 1789 to 1794." William and Mary Quarterly (1974): 633–646. online
- Reuter, Frank T. Trials and Triumphs: George Washington's Foreign Policy (1982)
- Smith, Robert W. Keeping the Republic: Ideology and Early American Diplomacy. (2004)